# Campagne di Nadir

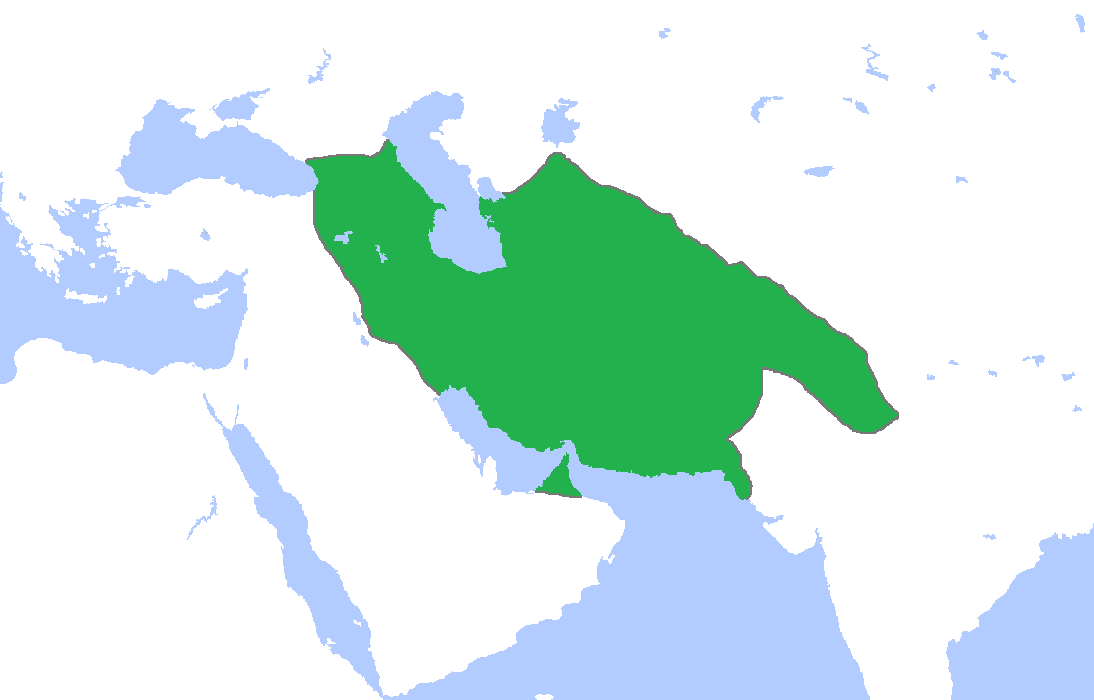
Mappa dell'Impero persiano al suo azimuth dopo le campagne di conquista di Nadir Shah

Le campagne di Nadir furono una serie di conflitti combattuti fra l'Impero persiano e l'Impero ottomano dall'inizio alla metà del XVIII secolo in Eurasia centrale. Le campagne di Nadir Shah portarono alla detronizzazione della dinastia safavide in Persia ed alla dinastia Hotak afghana. Col crollo e la frammentazione dell'impero dopo la presa della capitale persiana di Isfahan ad opera degli afghani, un pretendente al trono safavide, Tahmasp II, accettò il generale Nader (un piccolo signore della guerra della provincia di Khorasan) al suo servizio. Dopo aver soggiogato l'Iran nord-occidentale e neutralizzato gli afghani abdali, si pose come diretto vassallo di Tahmasp II e marciò contro gli afghani Hotak occupando il resto del paese. In una serie di incredibili vittorie gli afghani vennero decimati e Tahmasp II poté ritornare sul trono e restaurare la monarchia safavide.
Nadir durante la successiva restaurazione safavide fece delle campagne per recuperare quelle parti dell'Impero persiano andate perdute a favore di ottomani e russi. Dopo una breve guerra della durata di cinque anni, Nadir riuscì a restaurare la frontiera occidentale della Persia e reimpose la sovranità persiana sul Caucaso. I suoi strabilianti successi militari gli garantirono il sostegno popolare che spinse Nadir a portare a compimento un colpo di stato contro la monarchia safavide nel quale ebbe il supporto unanime dell'élite persiana. La prima campagna di Nadir Shah come monarca fu quella contro la dinastia degli Afsharidi nella quale soggiogò per intero il territorio del moderno Afghanistan. Il risultato dell'acquisizione dell'Afghanistan fu per Nadir la disponibilità ora di un passaggio diretto per l'invasione dell'Impero Moghul in India. In una delle sue campagne più straordinarie attraversò il passo di Khyber con soli 10 000 uomini e discese quindi nel cuore delle terre dei Mughal dove si scontrò con l'esercito indiano, vincendo un'armata nemica di sei volte superiore alla sua in meno di tre ore. Alla fine delle lotte l'imperatore Mughal divenne suo vassallo e quindi Nadir marciò verso Delhi dove razziò la città e ne massacrò la popolazione dopo che i locali si erano rivoltati contro la sua occupazione.
Il ritorno di Nadir nelle terre dell'Impero persiano segnò una nuova era di guerre nelle regioni dell'Asia centrale. Nadir espanse l'egemonia persiana in Asia sorpassando addirittura la grandezza dell'impero persiano nei tempi antichi sotto la dinastia dei Sassanidi. A questo punto però Nadir iniziò a peggiorare nello stato della sua salute mentale che lo portò a frequenti paranoie e manifestazioni di pazzia. Le sue successive campagne contro i Lezgisi lo portò in crisi e ancor peggio fu l'abbandono dell'assedio di Baghdad per una negligenza del generalato di Nader. Nadir continuò la sua brutale soppressione dei dissidenti in tutto l'impero ed alienò molti dei suoi sottoposti e consiglieri più fidati. Fece cavare gli occhi al suo erede e dichiarò traditori molti dei suoi leali sudditi, fatto che fece scoppiare una ribellione contro di lui.
Gli ultimi anni del governo di Nadir vennero caratterizzati da una serie di campagne militari nelle quali i ribelli vennero schiacciati in maniera brutale e crudele. In una delle sue ultime battaglie, presso Kars contro gli ottomani, annientò l'esercito turco inviato contro di lui da Istanbul per raggiungere un accordo di pace. Alla fine venne assassinato da una parte dei suoi ufficiali, mentre si trovava nella sua tenda. La morte di Nadir portò all'inizio di un periodo tribolato e sanguinoso della storia iraniana con continue guerre civili che bloccarono la nazione per più di un secolo sino alla presa di potere da parte della dinastia Qajar con Agha-Mohammad Khan Qajar.

## Conquista del Khorasan

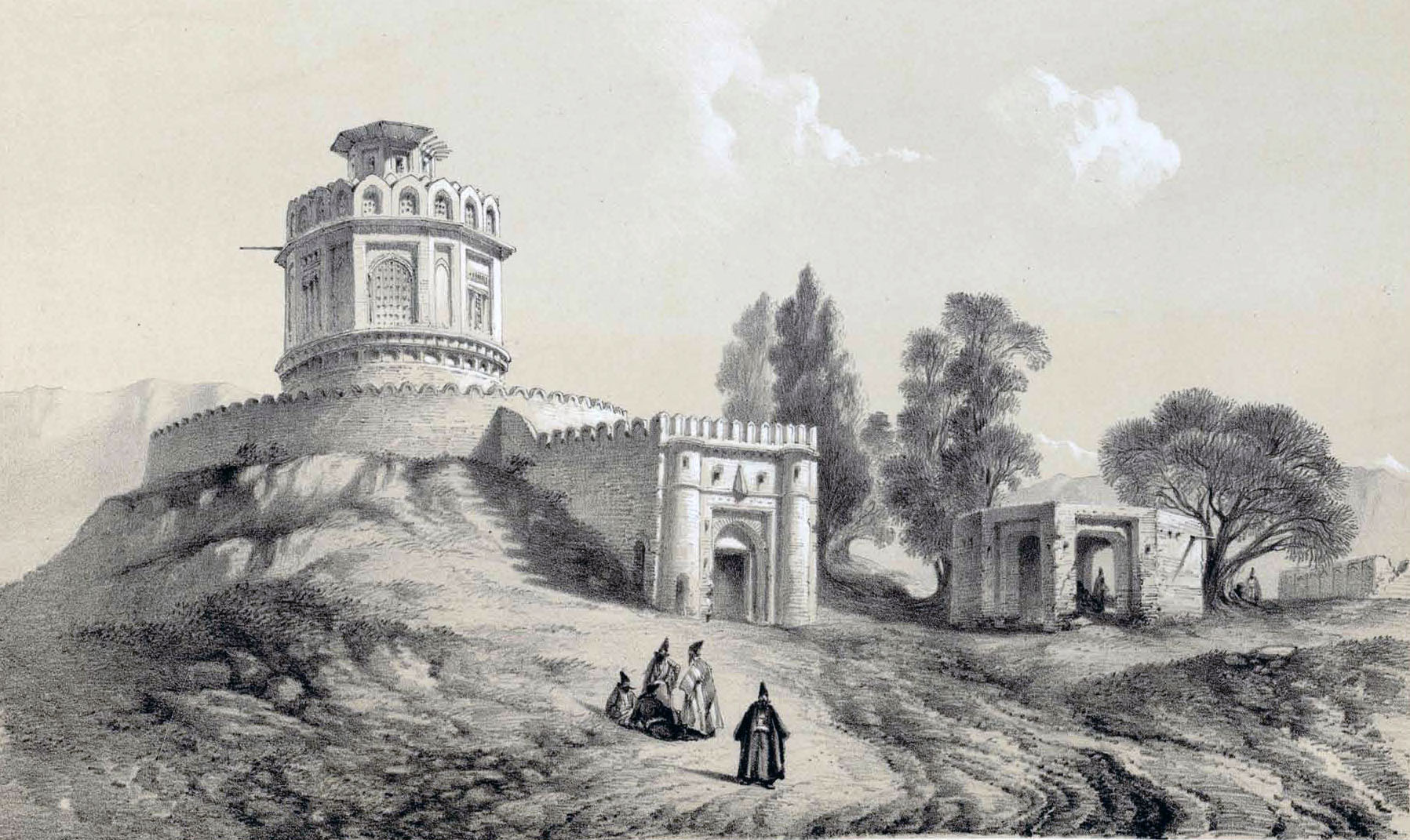
Dipinto raffigurante un deposito di polvere da sparo nella Persia settentrionale (XVIII secolo).

### Ribelli e separatisti
Negli anni venti del XVIII secolo iniziarono a manifestarsi delle rivolte come diretta conseguenza della rivolta afghana nelle province orientali dell'Impero persiano, rivolte che portarono all'invasione guidata dal capo Hotak, Mahmud Hotak. In uno scontro mirato, Mahmud inflisse un'umiliante sconfitta alle forze imperiali persiane inviate da Isfahan a Gulnabad per guerreggiare, battaglia dopo la quale marciò sulla stessa capitale e la prese in un terribile assedio.
Un cortigiano di Isfahan di nome Malek Mahmoud Sistani raggiunse un accordo coi conquistatori afghani Hotak secondo il quale egli avrebbe organizzato un regno indipendente nel Khorasan in cambiò del riconoscimento di Mahmud come scià di Persia. Sistani cercò quindi di recuperare gran parte della regione dai ribelli e dai locali signori della guerra e in un lasso di tempo relativamente breve la capitale Mashad fu nelle sue mani. A questo punto Nadir si era stabilito nella fortezza di Kalat a nord di Mashad con una forza di soli 1 200 uomini e si era dedicato a razziare il territorio di Sistani, anche se i due eserciti non si scontrarono mai direttamente e queste razzie ebbero ben pochi effetti sul governo di Sistani nella regione.

### Tahmasp II e l'assedio di Mashhad
Dopo la conclusione dell'assedio di Isfahan, Mamud inviò un contingente dei suoi soldati afghani per soggiogare Qazvin dove un nuovo pretendente safavide, Tahmasp, aveva organizzato una rivolta e si era autoproclamato scià di Persia. Quest'ultimo venne costretto ad abbandonare Qazvin ma non poté rimanere comunque nella regione in maniera permanente in quanto l'area era insicura. Tahmasp venne inseguito da ovest del paese e solo ad Astarabad trovò rifugio presso il fedele signore della guerra Fathali Khan del clan dei Qajar.
Stabilendo che era troppo presto per marciare su Isfahan per liberare il cuore della Persia, i due decisero di iniziare dalla regione di Khorasan dove avrebbero trovato nuovi alleati e truppe che avrebbero seguito le loro bandiere. Marciando verso Khorasan entrarono in contatto con Nadir la cui lealtà divenne loro manifesta quando offrì le sue armate. Una forza combinata di 30 000 uomini pose assedio a Mashad con Sistani come comandante in capo e Pir Mohammad intrappolato nelle mura della città. Tahmasp aveva sviluppato una relazione sempre più tesa con Fathali Khan e le tensioni peggiorarono ulteriormente il 10 ottobre 1726 quando Nadir portò a Tahmasp una lettera intercettata il cui contenuto mostrava chiaramente una linea di comunicazioni clandestine instaurate tra Fathali e Sistani. Nadir, temendo che il contingente dei Qajar avrebbe potuto lasciare la sua armata se fosse stato minacciato il suo leader, consigliò Tahmasp di lasciarlo in vita per il momento. Tahmasp, pur in accordo col parere di Nadir, fece ad ogni modo giustiziare Fathali il giorno successivo.
Al contrario di quanto previsto, il contingente Qajar rimase con l'esercito lealista malgrado la decapitazione di Fathali e con Nadir entrarono nella città forzando Sistani a cercare rifugio nella cittadella per poi arrendersi poco dopo.

### Dopo l'assedio
Lo sconfitto Malek Mahmoud Sistani venne sorprendentemente trattato con cortesia in un tentativo di conciliazione e gli venne concesso di trascorrere la sua vita in esilio (anche se venne fatto uccidere l'anno successivo quando iniziò a divenire sospetto agli occhi di Nadir). Il risultato dell'assedio fu la cessione del Khorasan a Tahmasp oltre a conferire la posizione privilegiata che era stata di Fathali ora a Nadir, unica persona ad avere sufficienti forze da poter supportare le armate del pretendente. La sua conquista del Khorasan permise ai lealisti di organizzare una nuova spedizione ad est verso l'Herat.

## La conquista dell'Afghanistan occidentale

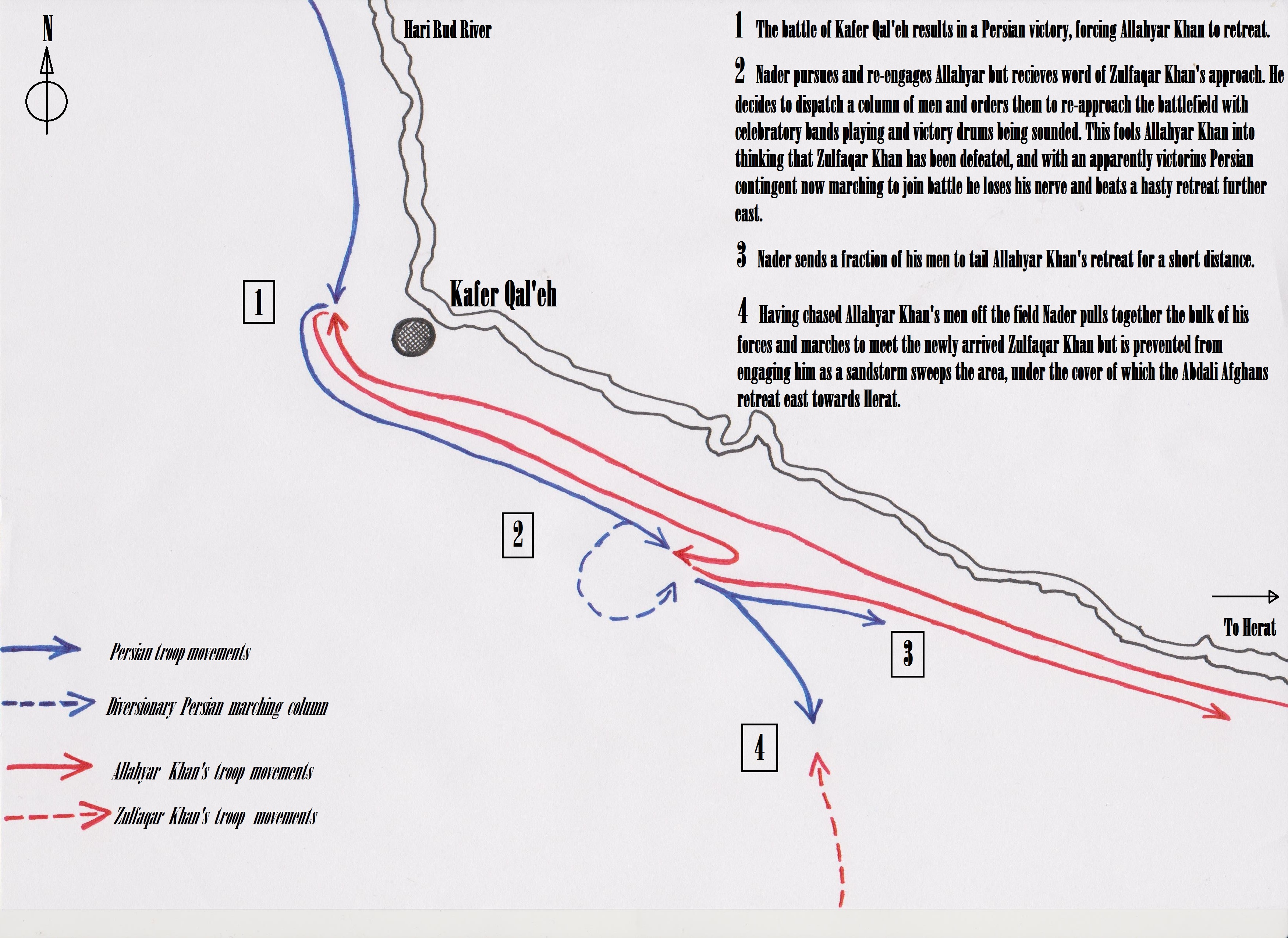
Schema militare che illustra le manovre chiave nella campagna dell'Afghanistan

La conquista dell'Afghanistan da parte di Nadir Shah consistette in una serie di combattimenti intermittenti e fluidi che culminarono nelle operazioni militari finali contro gli afghani Adbali. Nadir avendo recentemente concluso una vittoriosa campagna contro il proprio monarca e principe, l'umiliato Tahmasp II, lo cacciò da Mashad il 4 maggio 1729 assicurandosi comunque di poter controllare gli spostamenti dello scià.
Il conflitto iniziò ad acquisire importanza quando l'armata di Nadir perfezionò le proprie tattiche ed acquisì maggiore esperienza utilizzando una mortale cavalleria leggera, sperimentandola per la prima volta nella battaglia di Mihmandoost (dove gli afghani ebbero una sonora sconfitta dalle armate di Nadir). Gli Abdali consistevano in 15 000 razziatori al comando di Allahyar Khan, governatore di Herat, concentrati attorno a Kafer Qal'eh ed un altro distaccamento di 12 000 uomini guidati dall'impetuoso comandante Zulfaqar Khan che si stava avvicinando da sud. Dopo marce e contromarce, dozzine di schermaglie, cariche e ritirarem Nadir si trovò pressato continuamente in battaglia e con davanti un futuro incerto.

### La strada per Herat
La battaglia di Kafer Qal'eh fu una vittoria tattica per Nadir dopo la quale Allahyar Khan venne inseguito e battuto nuovamente. Al culmine della battaglia gli scout di Nadir gli riportarono la notizia che Zulfaqar Khans si stava avvicinando. Una colonna di truppe persiane venne inviata a marciare attorno all'esercito di Allahyar Khan con tamburi da battaglia e corni con l'ordine di suonare la vittoria di modo che gli avversari fossero indotti a pensare che gli uomini di Zulfaqar Khan fossero già stati sconfitti, inganno che funzionò e portò ad una ritirata del nemico.
Quando Allahyar stava tornando verso Herat, Nadir mosse parte del suo esercito ad inseguirlo mantenendo il grosso degli uomini con sé, ma prima che quest'azione potesse concretizzarsi l'area venne spazzata da una tremenda tempesta di sabbia che rese impossibile ogni altra azione bellica e consentì alle forze di Abdali di ritirarsi verso Herat senza problemi.
L'intera campagna era stata un insieme di schermaglie, marce e piccole azioni dove Nadir aveva dato modo di eccellere come stratega d'eccezione anche in situazioni impossibili come quella relativa all'imminente arrivo di Zulfaqar. La campagna militare, per quanto straordinaria, non portò alla distruzione degli Abdali e Nadir con le sue forze dovette inseguirli in un'ultima campagna finale ad Herat.

### Soggiogazione di Herat
Quando venne il tempo della battaglia finale nell'Herat una carica frontale degli abdalidi venne fermata dai moschetti della fanteria di linea persiana rompendo nel contempo l'impeto della carica degli afghani e costringendo gli abdalidi a far capitolare la città. Herat venne quindi sottoposta ad un pesante bombardamento da parte dei cannoni e dei mortai persiani che convinse il governatore locale, Allahyar Khan, a chiedere la pace in cambio del riconoscimento della sovranità persiana su Herat.

### Ramificazioni strategiche e tattiche
Con gli abdalidi ed Herat portati nell'orbita dell'Impero persiano ora Nadir poté dedicarsi al cuore della Persia ed alla liberazione di Isfahan. Nadir ebbe modo di dimostrare la potenza del suo sistema militare e la forza della sua artiglieria combinata con la cavalleria. Il sistema tattico diede il suo test definitivo nelle battaglie di Mihmandust e Murche-Khort.

## Restaurazione safavide
La restaurazione safavide al trono di Persia ebbe luogo nell'ultima parte del 1729 con una serie di battaglie combattute tra Nadir, il comandante in capo delle truppe di Tahmasp e Ashraf Hotak. Malgrado stesse combattendo nominalmente per reinsediare Tahmasp al potere, la vera autorità rimaneva a Nadir che, dalla spedizione nel nord del Khorasan, aveva cercato di costringere Tahmasp II a proclamarsi suo vassallo. Gli afghani vennero espulsi dall'Altopiano iraniano e l'anno successivo l'area venne riannessa da Nadir e riassorbita nell'Impero persiano.

### Battaglia di Mihmandoost
Avendo ritardato il confronto con Tahmasp a lungo, Ashraf si trovò minacciato dal pretendente al trono safavide e dal suo giovane generale Nadir. Sentendo della spedizione contro gli abdalidi di Herat, Ashraf decise di marciare sulla capitale del Khorasan e catturare Mashad prima che Nadir potesse ritornare da est. Ad ogni modo Nadir tornò a Mashad prima di Ashraf ed ebbe modo anzi di invadere il Khorasan.
Marciando verso Damghan, Nadir e Ashraf si scontrarono nei pressi del villaggio di Mihmandoost dove malgrado schiacciati in numero dai persiani, gli afghani subirono un tributo di sangue molto alto e l'esercito di Ashraf venne costretto a ritirarsi verso Semnan.

### Imboscata al passo di Khwar
Ashraf si ritirò ad ovest dove si accampò pensando di tendere un'imboscata ai persiani presso il passo di Khwar, cogliendoli di sorpresa. Nadir dopo aver scoperto il progetto del nemico circondò e distrusse completamente il grosso dell'armata mentre il rimanente si portò verso Isfahan.

### Battaglia di Murche-Khort
Richiedendo supporto urgente all'impero ottomano, Ashraf pensò di incontrarsi con l'esercito persiano nei pressi di Isfahan. Gli ottomani erano intenzionati a mantenere al potere Ashraf dal momento che lo preferivano alla Persia sui loro confini. Nella battaglia di Murche-Khort gli afghani vennero decisamente sconfitti e costretti a cercare rifugio a sud.

### Liberazione di Isfahan

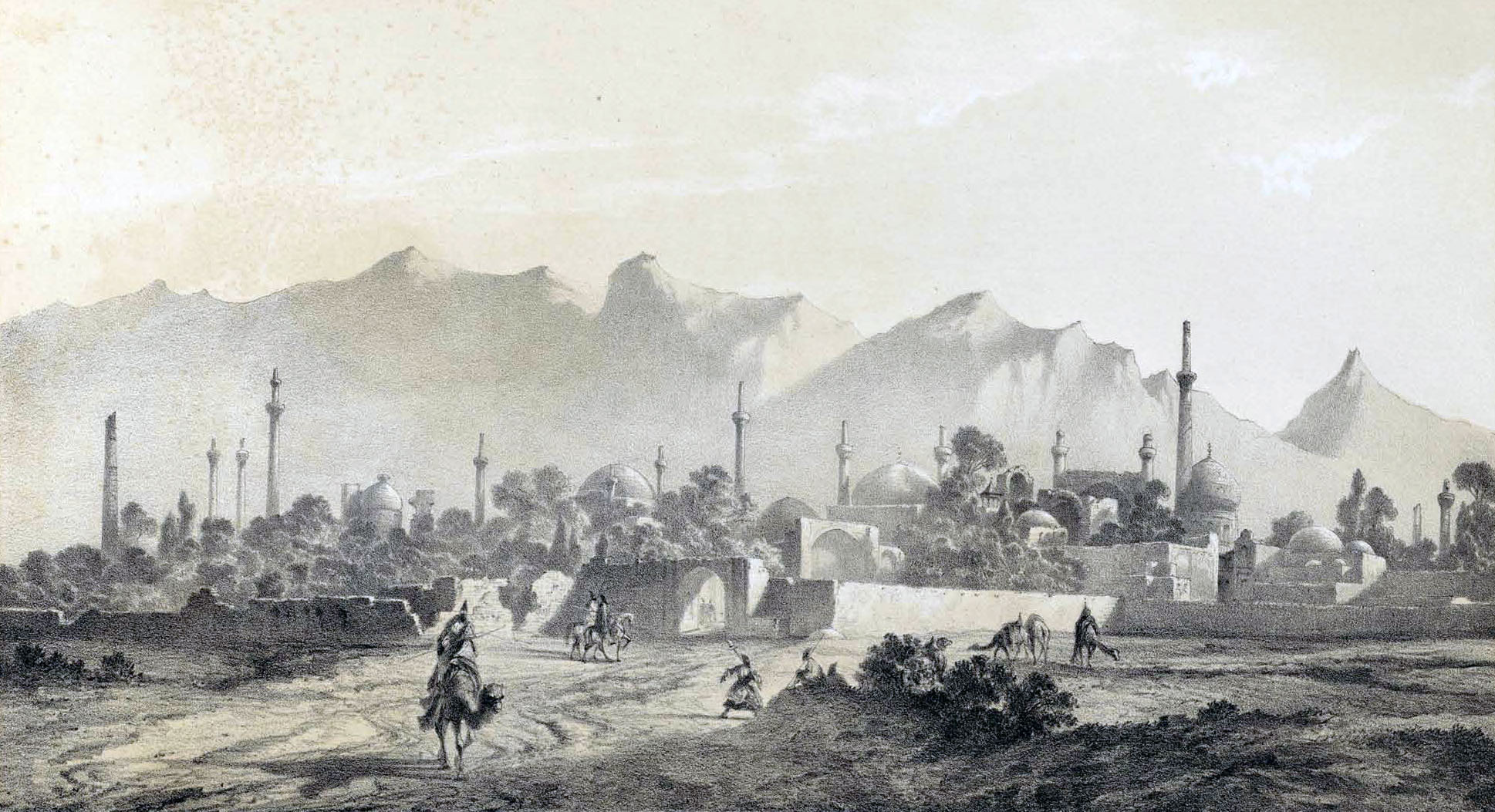
Isfahan (raffigurata con una vista da nord a sud), capitale della Persia, fu l'ultimo obbiettivo della campagna di Nadir per la liberazione della Persia dal dominio degli Hotak

Nadir liberò Isfahan e presto ricevette Tahmasp II fuori dai cancelli principali della città dove lo scià espresse la sua gratitudine a Nadir. La città prima della resa era stata devastata dagli afghani lasciando ben poco delle ricchezze per cui era famosa. Tahmasp si dice che pianse quando vide la capitale al suo interno: la città era ridotta a un cumulo di macerie e poca popolazione rimasta ed in precarie condizioni di salute. La popolazione però si vendicò dei pochi afghani rimasti a nascondersi in città compiendo ulteriori uccisioni.

### La fine del governo afghano in Persia
Nadir lasciò Isfahan verso Shiraz dove Ashraf era impegnato a recuperare il supporto delle locali tribù arabe per la sua causa. A questo punto non vi era alcuna speranza realistica di riprendere le fortune degli afghani e presso Zarghan i persiani decimarono l'ultima armata comandata da Ashraf, la cui sorte ad ogni modo è ancora oggi discussa dagli storici sulla base delle differenti fonti pervenuteci.

## Campagna della Persia occidentale

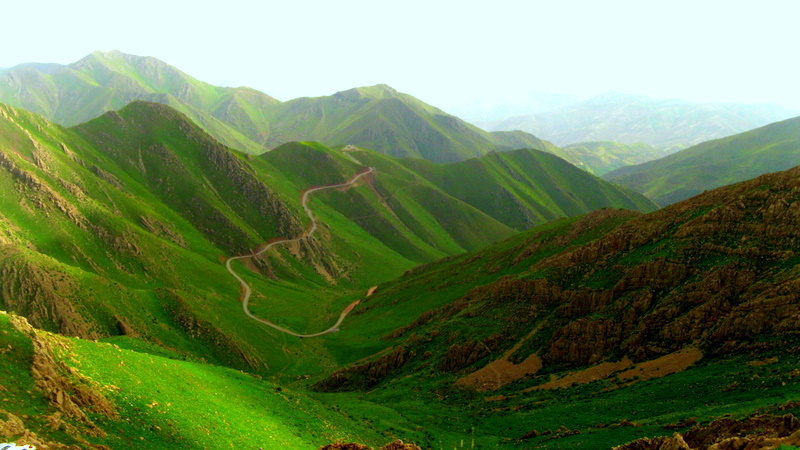
Persia occidentale, panorama delle alture della Provincia di Kermanshah

La prima campagna contro gli ottomani condotta da Nadir fu la prima combattuta contro avversari formidabili che gli diedero del filo da torcere. Il grande successo della sua spedizione, ad ogni modo, venne rese nullo quando lo scià Tahmasp II decise di prendere personalmente il controllo delle armate in assenza di Nadir, costringendo così Nadir, furioso, a fare ritorno ed a rettificare la situazione forzando Tahmasp all'abdicazione in favore di suo figlio infante, Abbas III.

### L'occupazione ottomana
Gli ottomani erano entrati nelle regioni occidentali del paese all'inizio degli anni venti del Settecento quando l'invasione Hotak di Mahmud I venne lanciata contro lo Stato safavide. In un decisivo scontro presso Gulnabad, Mahmud Hotak condusse una vittoria a sorpresa contro l'esercito persiano, più grande ma pesantemente diviso al suo interno. La rotta dell'esercito imperiale gli permise di marciare sin verso la capitale Isfahan che questi catturò dopo sei mesi di assedio che causarono miseria e perdita di vite umane tra la popolazione. Durante il caos della detronizzazione dei safavidi, lo zarato di Russia e l'Impero ottomano colsero l'opportunità di annettere ai loro domini quanta più terra possibile con la Turchia ottomana che giunse ad annettere la Persia occidentale, dividendosi il Caucaso coi russi.
Presto i conquistatori Hotak installarono un nuovo sovrano nell'area nel quale Mahmud I venne rimpiazzato da un cugino particolarmente capace, Ashraf. Ashraf marciò ad ovest per bloccare ogni altra espansione ottomana. A livello diplomatico ad ogni modo gli ottomani promisero di riconoscere la linea di successione di Ashraf come legittimi scià di Persia in cambio del riconoscimento di Ashraf del dominio degli ottomani sul Caucaso e sulla Persia occidentale.
Nadir ed Ashraf si trovarono coinvolti in un conflitto testa a testa che avrebbe deciso il fato del paese e fu a quel punto che gli ottomani decisero di supportare Ashraf contro i lealisti safavidi, ben sapendo che i ribelli non avrebbero supportato le loro richieste. Malgrado il supporto dei turchi, Nadir continuava a distruggere le forze di Ashraf nei numerosi scontri che ristabilirono lo Stato safavide sotto il dominio nominale di Tahmasp II. I timori di Istanbul si realizzarono quando Nadir si dimostrò intenzionato a procedere alla liberazione dei territori dell'Impero persiano da poco perduti. Gli ottomani, presenti comunque da un decennio nell'area, diedero prova di voler a tutti i costi espellere i nemici del "loro" impero.

### Nadir marcia su Nahavand
Il 9 marzo 1730, l'esercito persiano uscì da Shiraz dopo aver celebrato il nuovo anno (Nowruz), e poi Nadir iniziò una rapida marcia forzata ad ovest nella speranza di sbilanciare le forze ottomane. Raggiungendo il villaggio occupato di Nahavand attraverso il Luristan, Nadir fece allontanare i turchi verso Hamadan, dove, recuperatisi dallo shock e dal panico, si raggrupparono e si presentarono nella valle di Malayer per dar battaglia ai persiani nella speranza di porre fine alla loro avanzata.

### La battaglia della valle di Malayer

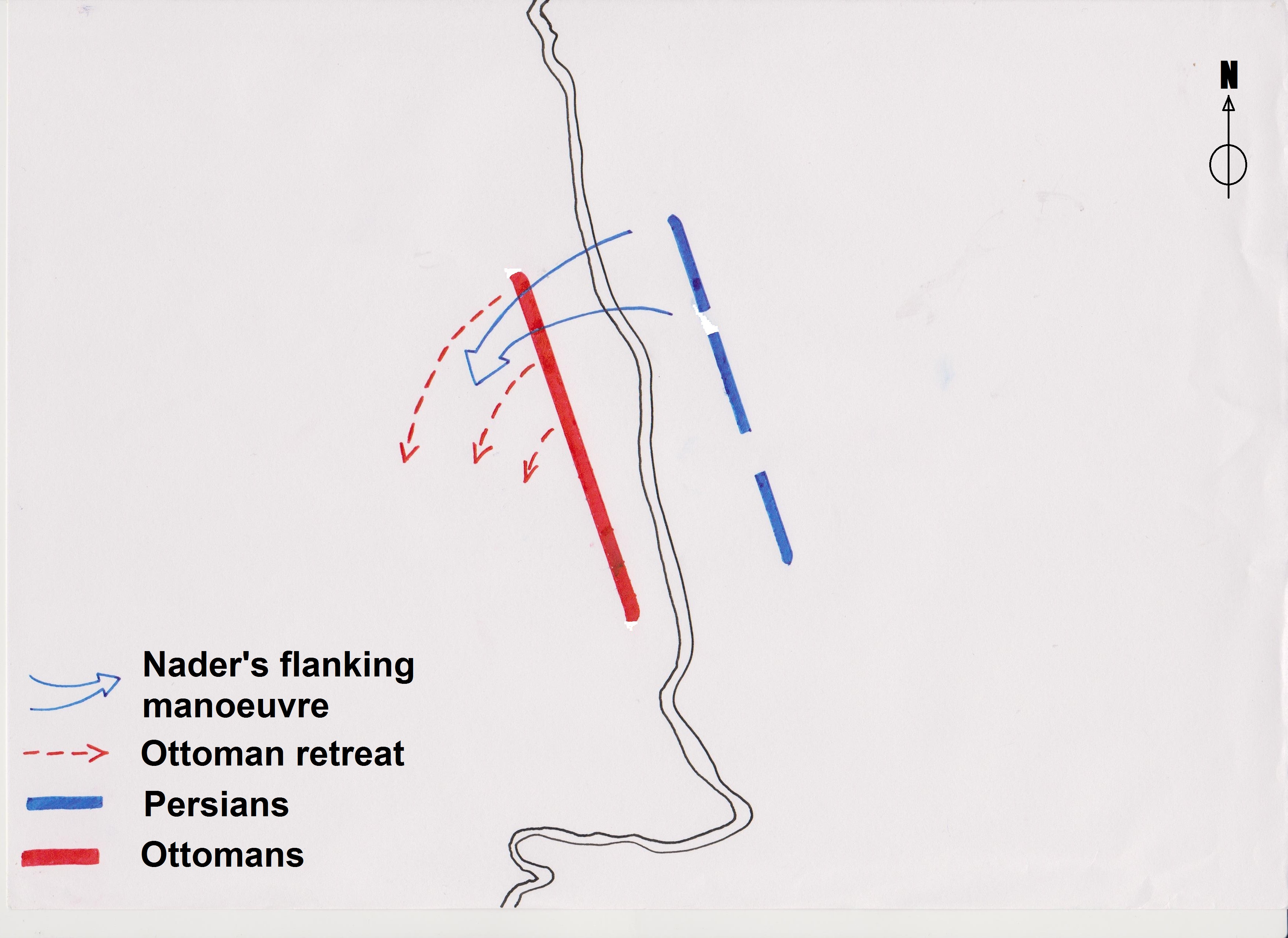
Schema militare della battaglia della valle di Malayer

Le forze ottomane si trovarono di fronte all'esercito persiano. Gli afghani opposti a Nadir erano già stati quasi completamente distrutti, compresi molti guerrieri a cavallo di portata eccezionale.
Ora Nadir si trovò di fronte un avversario che per certi versi rispecchiava l'esercito persiano per composizione nella struttura e per unità costituenti. I turchi si portarono in parallelo rispetto alla valle, mentre sull'altro fronte Nadir spiegò i suoi uomini in tre divisioni separate, ponendosi personalmente al centro. Quando le due armate giunsero a tiro di schioppo, le due parti iniziarono a sparare rispettivamente con tale veemenza che il fumo creato dagli schioppi e dall'artiglieria oscurò completamente la visuale di entrambe le parti. Nadir, tra la cortina di fumo, iniziò a rafforzare ed a preparare la sua ala destra.

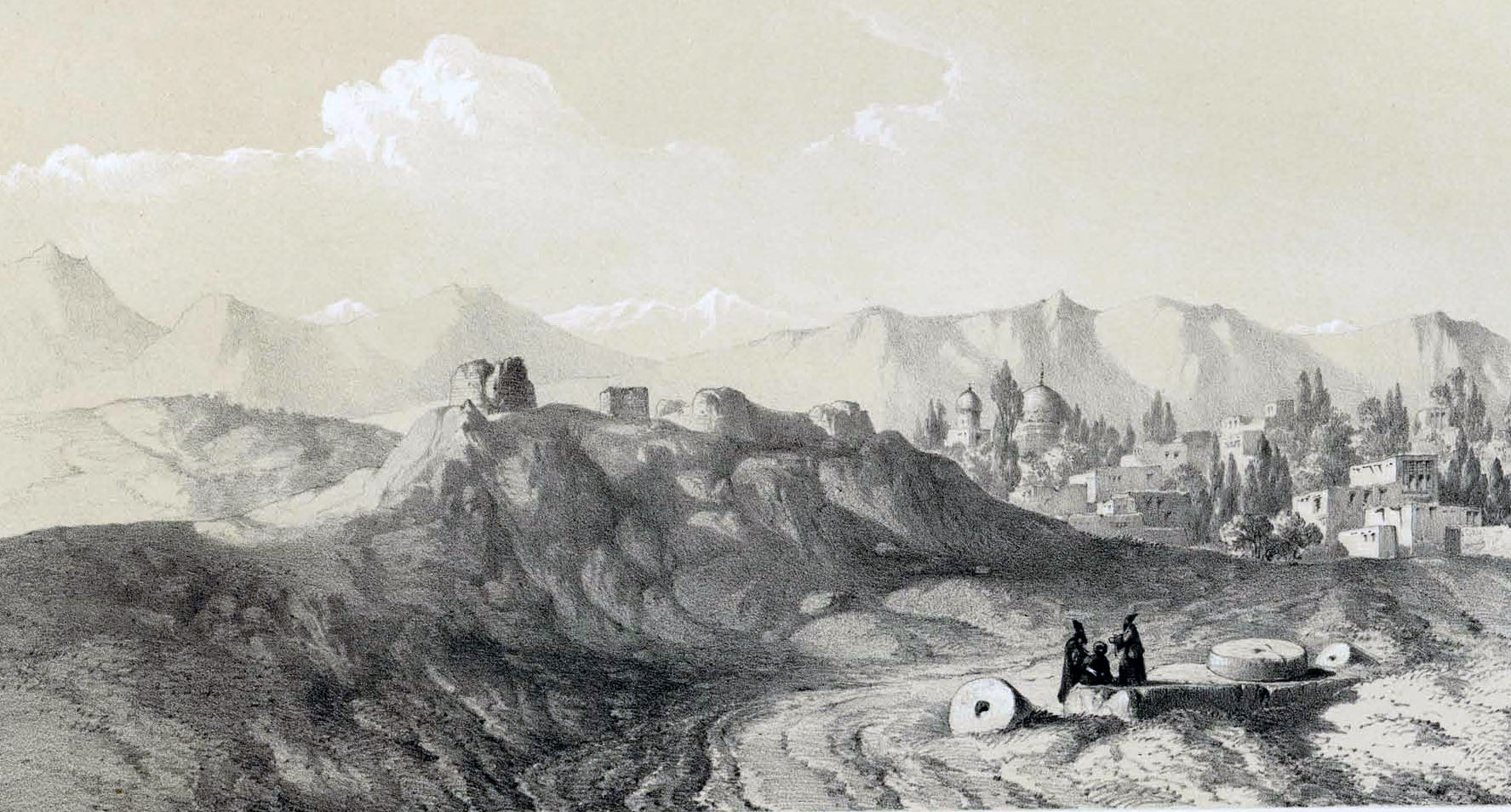
La battaglia della valle di Malayer aprì la strada verso Hamadan

Nadir diede l'ordine di al suo fianco destro di avanzare. I persiani apparvero tra le nuvole di fumo verso gli ottomani che non si aspettavano l'apparire del nemico. Dopo alcune ore di intensi combattimenti con gli ottomani che tentarono di salvare il salvabile. Quando il fianco destro persiano prese in pieno il fianco sinistro turco e uccise il portabandiera ottomano questo fatto demoralizzò l'armata turca e la cavalleria persiana tagliò la fuga a molti nemici facendo diversi prigionieri. Si ottenne una chiara vittoria, aprendo a Nadir la strada verso Hamadan.

### I perni di Nadir a nord
Dopo la liberazione di Hamadan coi suoi 10 000 soldati prigionieri, Nadir prese Kermanshah, liberando gran parte della Persia occidentale dal dominio ottomano. Abbandonando le posizioni fortificate, mosse il suo esercito in Azerbaigian, dove prese Tabriz il 12 agosto, schiacciando un'armata inviata (troppo tardi) per rinforzare la città. I turchi prigionieri vennero trattati con rispetto, e Nadir in persona liberò molti funzionari del nemico affidando loro dei messaggi di pace da riportare a Costantinopoli. In una campagna più leggera, Nadir aveva incorporato così tutte le province dell'entroterra persiano.

## La campagna di Tahmasp
La campagna di Tahmasp fu un fallito tentativo di lanciare un'offensiva contro il Caucaso ottomano che si concluse con una disastrosa sconfitta dei persiani e la perdita di tutte le precedenti conquiste di Nadir. Nadir, di ritorno dall'est, seppe di questa sconfitta e questo fatto ebbe un impatto significativo sulla dinastia safavide e su Tahmasp II stesso. Nadir dovette rinunciare all'invasione pianificata del Caucaso ottomano alla luce del fatto che gli afghani abdali si erano ribellati ed avevano invaso Khorasan, assediando la capitale provinciale di Mashad. Reclutò nuovi soldati nell'inverno del 1731 nella Persia settentrionale e intanto Tahmasp II rimase ad osservare. Anche se Michael Axworthy e altri storici accusano Tahmasp di aver agito con questa campagna fallimentare in quanto geloso delle incessanti vittorie del suo comandante in capo, altri hanno parlato di una congiura di corte contro lo scià per metterlo in cattiva luce e favorire l'ascesa di Nadir come poi avvenne.

### La campagna e l'assedio di Yerevan
In quel tempo a Costantinopoli, Patrona Halil guidò una ribellione di piazza per il cambio del potere che passò a Mahmud I. Il sultano nominò un veneziano al comando della sua armata dell'est. Desideroso di riprendere il Caucaso sotto la sovranità persiana come i suoi predecessori, Tahmasp era intenzionato a conquistare l'Armenia, la Georgia ed il Daghestan ai turchi. Un'armata di 18 000 uomini venne portata in Armenia dove Tahmasp condusse una vittoria sugli ottomani presso Yerevan.
Hakimoghlu Khan reagì immediatamente ponendo l'assedio a Yerevan. Tahmasp realizzò a questo punto di non aver salvaguardato la propria linea di comunicazioni verso sud e pertanto questo lo costrinse a ritirarsi velocemente verso Tabriz. Quando seppe che Ahmad Pasha stava entrando alla Persia occidentale con l'intento di prendere Kermanshah e Hamadan, Tahmasp si trovò in una situazione paradossale. Le armate persiane ed ottomane si trovarono quasi l'una di fronte all'altra e vi fu un intenso scambio di lettere tra Ahmad Pasha e Tahmasp. L'esercito persiano era composto perlopiù da reclute nuove (i veterani si trovavano ad est con Nadir) ed era disposto in maniera tradizionale con tre divisioni, una al centro e due ai fianchi.
La battaglia ebbe inizio coi primi spari casuali da parte dell'inesperta fanteria persiana che costrinse all'ingresso sul campo la cavalleria che comunque poté fare ben poco contro i giannizzeri ottomani che contrattaccarono veementemente i persiani. Tabriz cadde nelle mani di Hakimoghlu Khan e Ahmad Pasha conquistò Hamadan.
Tahmasp venne obbligato a siglare un trattato nel quale accettava la sovranità ottomana sul Caucaso ed in cambio avrebbe ricevuto Tabriz, Hamadan e Kermanshah. Il trattato, umiliante nei suoi contenuti e nei risultati bellici, sembrò non aver mutato nulla per lo scià che fece ritorno a Isfahan e riprese il suo stile di vita opulento.
Scoperto il cataclisma creatosi durante la sua assenza, Nadir abbandonò ogni altro tentativo di conquista ad est per tornare a Isfahan sperando che lo scià trovasse di che giustificarsi per la sua inettitudine che aveva fatto perdere in un lampo tutte le conquiste di Nadir conseguite agli ottomani appena l'anno precedente. Nadir quando scoprì che lo scià non solo pareva incurante di quanto accaduto ma aveva ripreso la vita precedente come nulla fosse, colse l'occasione per chiedere pubblicamente ed ottenere l'abdicazione di Tahmasp II in favore di suo figlio infante Abbas III fatto che lo rese l'effettiva ed unica autorità della Persia, ponendo fine alla dinastia safavide al governo.

## La campagna di Mesopotamia

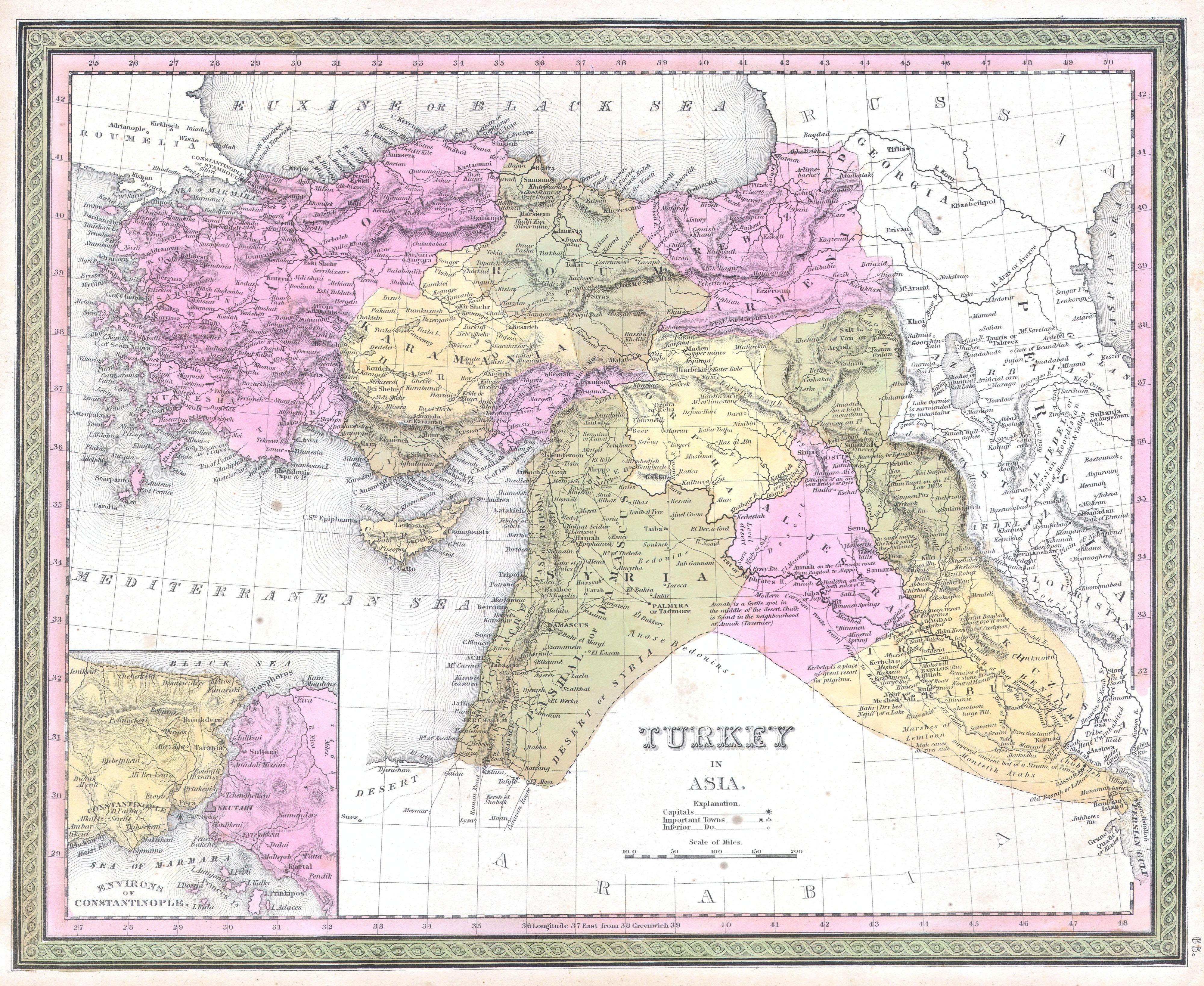
Mappa dell'oriente ottomano prima della guerra

La sconfitta di Tahmasp II aveva dato libera conquista agli ottomani nel Caucaso, ma non appena Naidr riuscì a far abdicare lo scià in favore di suo figlio, egli come suo tutore decise di riprendere la guerra contro i turchi lanciado un'invasione dell'Iraq ottomano e della Mesopotamia.

### L'attacco al Kurdistan
L'Iraq ottomano fu una scelta peculiare per l'invasione di Nadir di tutti i territori della Persia occidentale nel tentativo di cancellare l'ignominioso trattato firmato da Tahmasp che aveva concesso il dominio del Caucaso agli ottomani. Lo storico Axworthy ha speculato nella sua opera che Nadir intendesse assediare e conquistare Baghdad per poi scambiarla col Caucaso, ma la città di Baghdad era un punto troppo strategico per poterlo scambiare con qualsiasi altro territorio per quanto influente. Malgrado l'improvvisa scelta di Nadir di invadere il Kurdistan, il territorio era pronto a ricevere le armate persiane coi dovuti accorgimenti.
Per cogliere i nemici di sorpresa il più possibile, Nadir decise di marciare attraverso le montagne della regione per dirigere un'avanzata verso il villaggio fortificato di confine di Zohab presso Qasr-e Shirin. Il passo montuoso si dimostrò difficile e innevato e molti furono i soldati che perirono nel corso della traversata, ma Nader riuscì a discendere verso la valle con 600 uomini, proprio dietro le linee nemiche. La guarnigione di Zohab in piena notte venne svegliata nel terrore dell'attacco e Nadir, conquistato il luogo, ordinò la costruzione di un nuovo forte per difendere questa volta le posizioni dei persiani contro i turchi.

### L'attraversamento del Tirgri
Assediando Kirkuk con 7 000 uomini dell'armata persiana, Nadir marciò innanzi e sconfisse gli ottomani presso Baghdad e quindi procedette ad attraversare il Tigri. Ahmad Pasha diede prova di essere un fiero difensore delle proprie posizioni e resistette sino all'ultimo, con l'arrivo dell'armata turca di Topal con 80 000 uomini di rinforzo.

### La battaglia di Samara
In un'abile mossa Topal condusse Nadir in una battaglia svantaggiosa con la quale, seppur con la perdita di un quarto dei propri uomini, Topal riuscì ad infliggere una pesante sconfitta all'esercito persiano, la cui metà finì per essere distrutta con la perdita dell'artiglieria. Questa monumentale vittoria permise l'abbandono dell'assedio della città.

### La battaglia di Kirkuk
Riprendendosi velocemente dalla sconfitta, Nadri ricostruì il suo esercito ed invase l'Iraq ottomano per l'ennesima volta. Dopo alcune schermaglie minori alla frontiera egli inviò Haji Beg Khan a fronteggiare Topal Pasha cosa che gli riuscì. L'avanzata della guardia ottomana venne bloccata dall'ondata di feroci imboscate tese da Nadir e dai suoi uomini.
Nadir, dopo i primi scontri a moschetto, ordinò ai suoi di sfoderare le spade e di caricare gli ottomani, supportando la fanteria con la cavalleria di riserva. I turchi caddero di fronte a questa potenza e nemmeno la presenza di un comandante navigato come Topal Pasha poté risolvere la situazione.
Nadir ad ogni modo non poteva proseguire con le proprie conquiste a causa di una rivolta scoppiata nella Persia meridionale che richiese la sua immediata attenzione. Baghdad, così, si trovò ancora una volta salvata dal cadere nelle mani dei persiani. La campagna non fu decisiva per le sorti della guerra ma pose le basi per la campagna di Nadir nel Caucaso per l'anno 1735 dove sconfiggerà gli ottomani a Baghavard e Istanbul si piegherà di fronte ai suoi piedi.

## La rivolta afghana

### La rivolta di Zulfaqar Khan
Con l'Impero persiano intenzionato a re-incorporare tutti i territori persi ad ovest, il sultano Hussein di Qandahar tramò con gli abdalidi di Herat per smuovere una rivolta contro i loro stessi dominatori mentre il grosso delle forze persiane era impegnato con gli ottomani a centinaia di chilometri di distanza. Il governatore di Herat, Allahyar Khan, che era stato confermato nella sua posizione da Nadir dopo la sua guerra nel 1729 rimase leale allo scià ma il suo luogotenente Zulfaqar Khan si legò profondamente ai Qandahar.

### L'assedio di Mashad
Allahyar Khan venne obbligato ad abbandonare Herat e trovò rifugio presso il fratello di Nadir, Ibrahim Khan. Gli abdalidi invasero la provincia di Khorasan e marciarono verso la capitale, Mashad, sconfiggendo i persiani alla guida di Ibrahim Khan e costringendolo a ritirarsi entro le mura della città dando così inizio ad un assedio. Anche se gli abdalidi avevano poche speranze di prendere la città con la loro artiglieria riuscirono a fare una certa impressione su Mashad, al punto che questi eventi spinsero Nadir il 16 agosto a lasciare Tabriz ed a marciare con le sue forze per 2 250 chilometri sull'altopiano iraniano per raggiungere il più velocemente possibile Mashad dove trovò gli abdalidi in ritirata.

### Assedio di Herat
Hussein Hotak stava divenendo ansioso della sua posizione a Qandahar con Nadir che si stava avvicinando a Herat, e pertanto cercò di entrare in negoziati con lo stesso Nadir. Il supporto del sultano Hussein al suo fedelissimo, Zulfaqar Khan, non cessò comunque né diminuì – ed anzi le forze di diverse migliaia si trovavano ancora comandate da Mohammad Seidal Khan.
L'esercito persiano giunse nell'aprile del 1731 nel villaggio di Noghreh a pochi chilometri da Herat, dove i persiani si batterono per conquistare le torri e le fortezze circostanti. Durante una di quelle notti, il piccolo entourage di Nadir di appena otto moschettieri rimase intrappolato in una torre isolata dove Seidal Khan stava conducendo un raid a sorpresa. Fortunatamente per Nadir un'unità di moschettieri accerchiò la torre e riuscì a scacciare il nemico. Dopo aver attraversato un ponte sull'Harrirud, i persiani mossero un grande contrattacco alle forze afghane e li costrinsero a ritirarsi nel cuore della cittadella di Herat. Una notte, mentre Nadir stava riposando nella sua tenda, un cannone afghano dalle mura della cittadella sparò un colpo casuale che andò a sfondare il tetto della tenda di Nadir e che cadde a breve distanza dal suo letto senza però danneggiare il comandante, evento che i suoi generali non esitarono a definire miracoloso.
L'ultimo attacco decisivo ebbe luogo appena fuori dalla città quando Zulfaqar Khan e Seidal Khan si accordarono per un attacco coordinato contro i persiani. L'attacco venne decimato quando Nadir inviò delle forze contro gli afghani composte prevalentemente da cavalleria. La sconfitta portò alla dipartita di Seidal Khan che in cambio guidò i sopravvissuti ad Herat chiedendo i termini della sottomissione.

### Il tradimento di Allahyar Khan
Sulla base del trattato siglato su ambo i lati, Allahyar Khan tornò al suo ruolo di governatore di Herat con Zulfaqar Khan esiliato a Farah. Nadir occupò comunque militarmente la cittadella locale – azione che diede prova di essere un terribile disastro quando 4 000 combattenti riaccesero nuovamente la ribellione. Allahyar Khan venne messo sotto pressione malgrado la sua riluttanza ad aderire alla rivolta. Allahyar Khan venne anch'egli esiliato.
L'assedio della cittadella venne ripreso sino a quando gli afghani non inviarono degli emissari di pace. I negoziati furono lunghi ma alla fine Zulfaqar Khan e suo fratello ottennero la possibilità di fuggire verso Qandahar mentre Herat venne occupata e saccheggiata dalle truppe di Nadir. Ibrahim Khan tentò di conquistare Farah, aiutando la pacificazione della regione in accordo con le politiche di Nadir di migrazione forzata di molte tribù impegnate nella ribellione e nell'incorporazione di molti combattenti nelle sue forze.

## La conquista del Caucaso

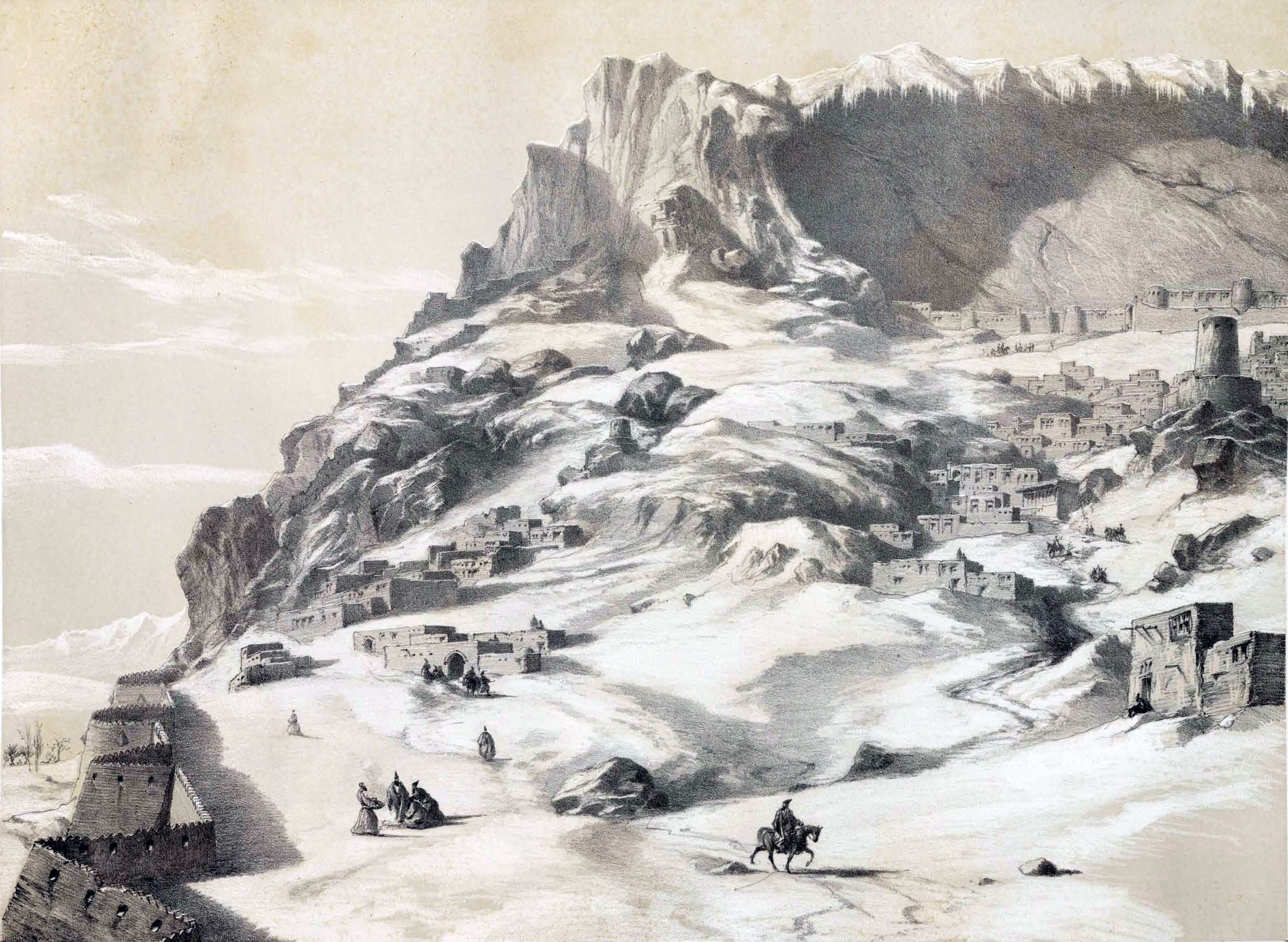
Illustrazione di un villaggio del Caucaso sul confine armeno-persiano.

Dopo che Nadir ebbe schiacciato la rivolta in Afghanistan, fu in grado di continuare la sua invasione dell'Impero ottomano e del Caucaso che si concluse con la vittoria persiana che permise a Nadir di ristabilire l'egemonia persiana sull'intera regione del Caucaso, riconquistandola allo Stato safavide.

### Contesto strategico

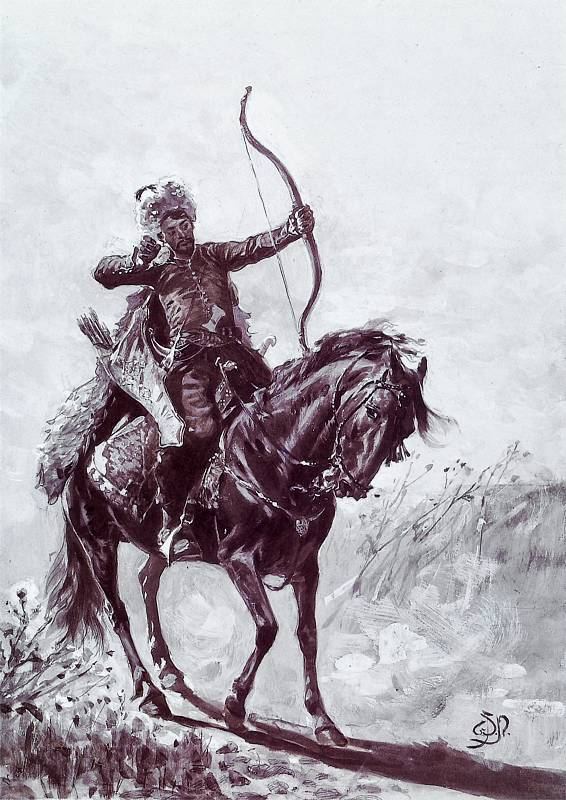
La decisiva vittoria di Nadir a Baghavard distrusse ogni speranza dei Tartari di Crimea e degli ottomani sul campo.

Il Caucaso era caduto nelle mani degli ottomani dal 1722 col collasso dello Stato safavide. Il primo obbiettivo della campagna militare di Nadir nell'area era quello di riconquistare il khanato di Shirvan e la sua capitale Shamakhi cadde nell'agosto del 1734 rendendo così le forze persiane libere di marciare ad ovest e di porre l'assedio alla città di Ganja. I bastioni di Ganja e la sua guarnigione di 14 000 soldati rappresentavano una difesa formidabile. Dopo che Tahmasp Khan Jalayer riuscì a sconfiggere le forze ottomane e tartare nel sudest del Caucaso, Nadir tagliò loro la ritirata inseguendoli sulle montagne a nord.
I monti a nord di Avarestan ad ogni modo rappresentavano una dura scalata e con l'inverno ormai imminente Nadir decise di svoltare ad est ed assediare Ganja dove venne coinvolto in pesanti sforzi per catturare la fortezza inespugnabile. L'artiglieria persiana, infatti, era ideale per le battaglie su terra ma non era adatta a sostenere un assedio di quella portata e di conseguenza i cannoni ebbero ben poco impatto sulle mura della città.
Fallendo con l'artiglieria, i persiani inviarono degli zappatori per scavare delle gallerie sotterranee per raggiungere le mura della città con l'intento di farle saltare. I turchi ad ogni modo vennero a conoscenza di queste intenzioni e si giunse ad un combattimento corpo a corpo anche in questi tunnel. I persiani riuscirono comunque a far detonare sei cariche di esplosivo che uccisero 700 turchi difensori ma ancora non riuscirono a danneggiare a sufficienza le mura della cittadella. Anche i persiani persero circa 40 uomini in queste operazioni.
Nadir bloccò Erevan e Tiflis costringendo l'ottomano 'Saraskar' Koprulu Pasha a prendere una posizione. Istanbul aveva intanto iniziato i negoziati preliminari tramite Ahmad Pasha, governatore ottomano di Baghdad ma non soddisfatta del suo lavoro aveva inviato un enorme esercito composto da 50 000 cavalieri, 30 000 giannizzeri e 40 cannoni al comando di Koprulu Pasha per la difesa dei possedimenti ottomani nella regione.

### La battaglia di Yeghevārd
Nadir avendo assediato gran parte delle città e delle fortezze chiavi della regione si aspettava l'arrivo dell'armata di Koprulu Pasha e secondo lo storico della corte di Nadir, Mirza Mehdi Astarabadi, prontamente egli riuscì a reclutare altri 15 000 uomini e marciò con questi verso ovest scontrandosi con Koprulu Pasha. L'esercito persiano era ora composto da circa 40 000 uomini e, malgrado l'enorme disparità di numeri col nemico (i turchi erano circa 130 000), gli ottomani vennero sconfitti, costringendo alla fine Istanbul a firmare un concordato di pace col quale veniva riconosciuta la dominazione persiana sul Caucaso ed il confine con la Mesopotamia veniva riportato a quello stabilito dal Trattato di Zuhab.
La sconfitta a Baghavard persuase 50 000 Tartari di Crimea comandati dal sultano turco a marciare verso la costa meridionale del Mar Nero verso il Caucasus in aiuto delle forze di Koprulu Pasha.

## La conquista dell'India
Lo scià Nadir Shah decise, forte dei recenti successi, di invadere l'Impero Mughal con un esercito di 55 000 uomini, attaccando Delhi nel marzo del 1739. Il suo esercito sconfisse facilmente i mughal nella Battaglia di Karnal e consentì la conquista della capitale mughal poco dopo.
La vittoria di Nadir Shah contro il debole ed ormai sconquassato Impero Mughal in oriente, riaccese inoltre la guerra con l'Impero ottomano che vide l'occasione delle armate nemiche impegnate in un punto così remoto dei domini persiani da rendere proficuo un attacco da ovest.

### L'invasione

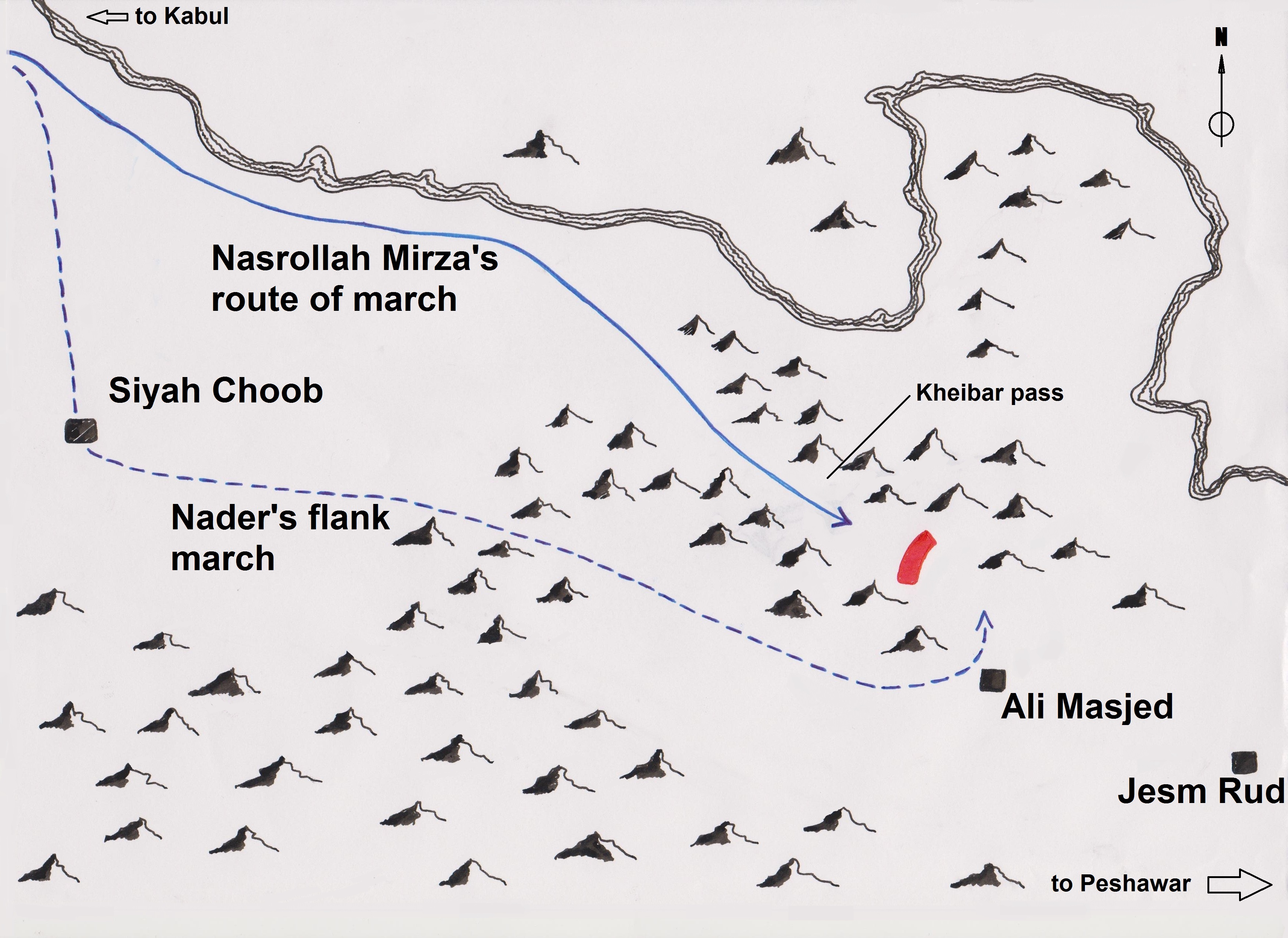
Mappa della campagna del Kheibar che mostra l'incredibile marcia di 80 chilometri compiuta da Nadir

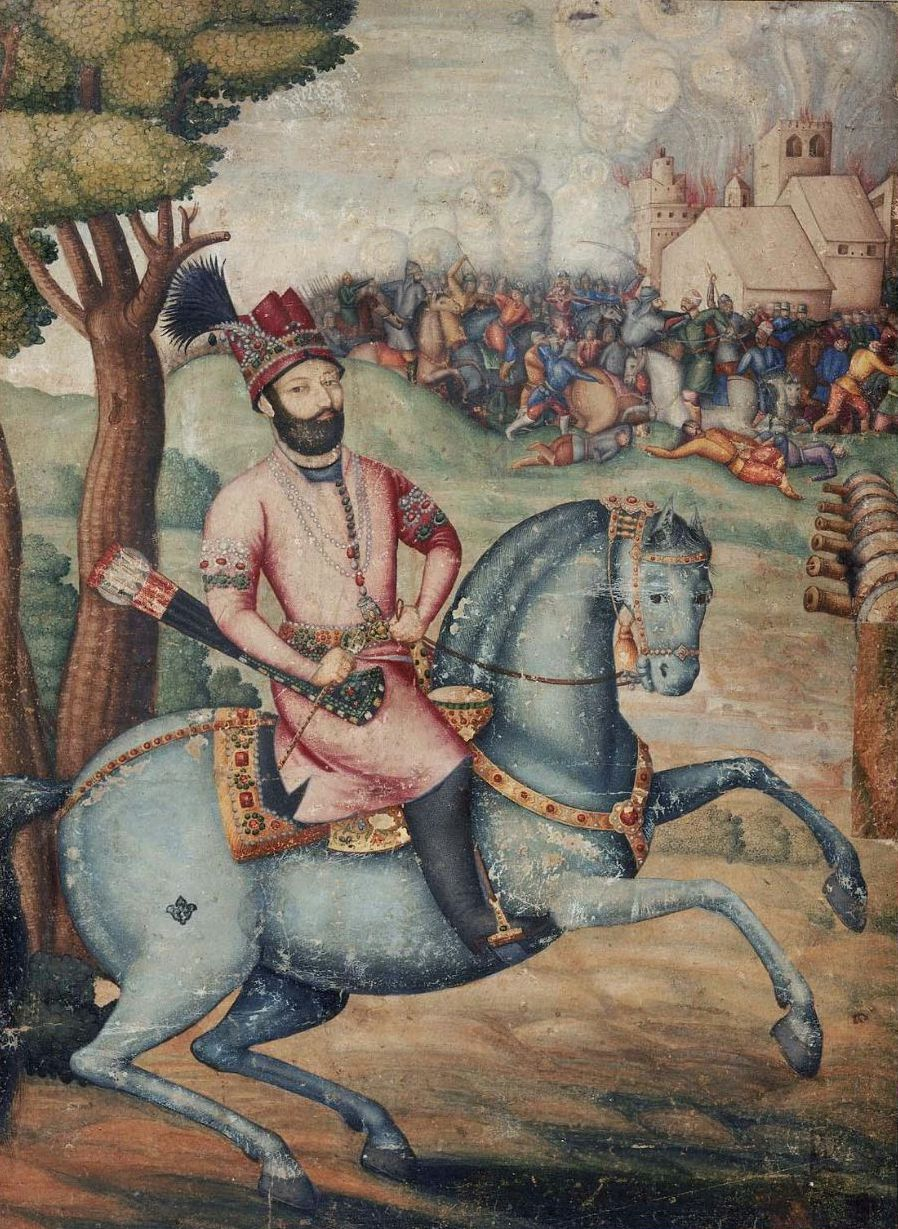
Nadir Shah al sacco di Delhi – scena della battaglia con Nadir Shah a cavallo

Nadir Shah divenne scià persiano ufficialmente nel 1736 e le sue truppe presero Esfahan dai safavidi e fondarono la dinastia degli afsharidi in quello stesso anno. Nel 1738, Nadir Shah conquistò Kandahar, l'ultimo avamposto della dinastia Hotak ed iniziò quindi a lanciare dei raids contro il Kush indù verso l'India settentrionale che, al tempo, era sottoposta al dominio dell'Impero Mughal.
L'Impero Mughal era stato indebolto da una serie di rovinose guerre di successione nelle tre decadi succedutesi alla morte di Aurangzeb. I nobili musulmani avevano proclamato la loro indipendenza dai maratha indù dell'Impero Maratha ed avevano conquistato gran parte del territorio dell'India centrale e settentrionale. Il regnante locale, Muhammad Shah, non fu in grado di fermare la disgregazione dell'impero. L'amministrazione della corte imperiale era corrotta e debole e per contrasto la grande prosperità ed il prestigio della capitale, Delhi, rimanevano altissime. Nadir Shah, attratto dalla ricchezza del paese, si mise a compiere dei saccheggi sul confine prima di invadere l'India.
Nadir chiese a Muhammad Shah aveva chiesto di chiudere le frontiere mughal a breve distanza da Kabul di modo che gli afghani ribelli che egli stava combattendo non potessero trovare rifugio presso la città. Comunque, sebbene l'imperatore si disse d'accordo con questo provvedimento, di fatto non fece nulla per chiudere effettivamente le frontiere. Nadir colse l'occasione come pretesto per una guerra. Assieme con Eraclio II di Georgia, prese parte ad una sedizione come comandante di un contingente, e così ebbe inizio la lunga marcia. Egli sconfisse i nemici afghani che stavano cercando rifugio nell'Hindu Kush ed assediarono le principali città di Ghazni, Kabul e Peshawar prima di avanzare nel Punjab e catturare Lahore. Nadir avanzò verso il fiume Indo prima della fine dell'anno ed i Mughal prepararono le loro armate da contrapporre a lui.
Alla Battaglia di Karnal il 13 febbraio 1739, Nadir guidò ancora una volta il suo esercito alla vittoria questa volta contro i Mughal, e Muhammad Shah si arrese ed entrambi entrarono a Delhi.
La capitale Delhi si arrese a Nadir. Egli entrò in città il 20 marzo 1739 ed occupò gli appartamenti di Shah Jehan nel Forte Rosso. Vennero coniate delle monete commemorative, vennero recitate delle preghiere in suo nome nella moschea di Jama Masjid e nelle altre di Delhi. Il giorno successivo, lo scià tenne un grande durbar nella capitale.

### Il massacro

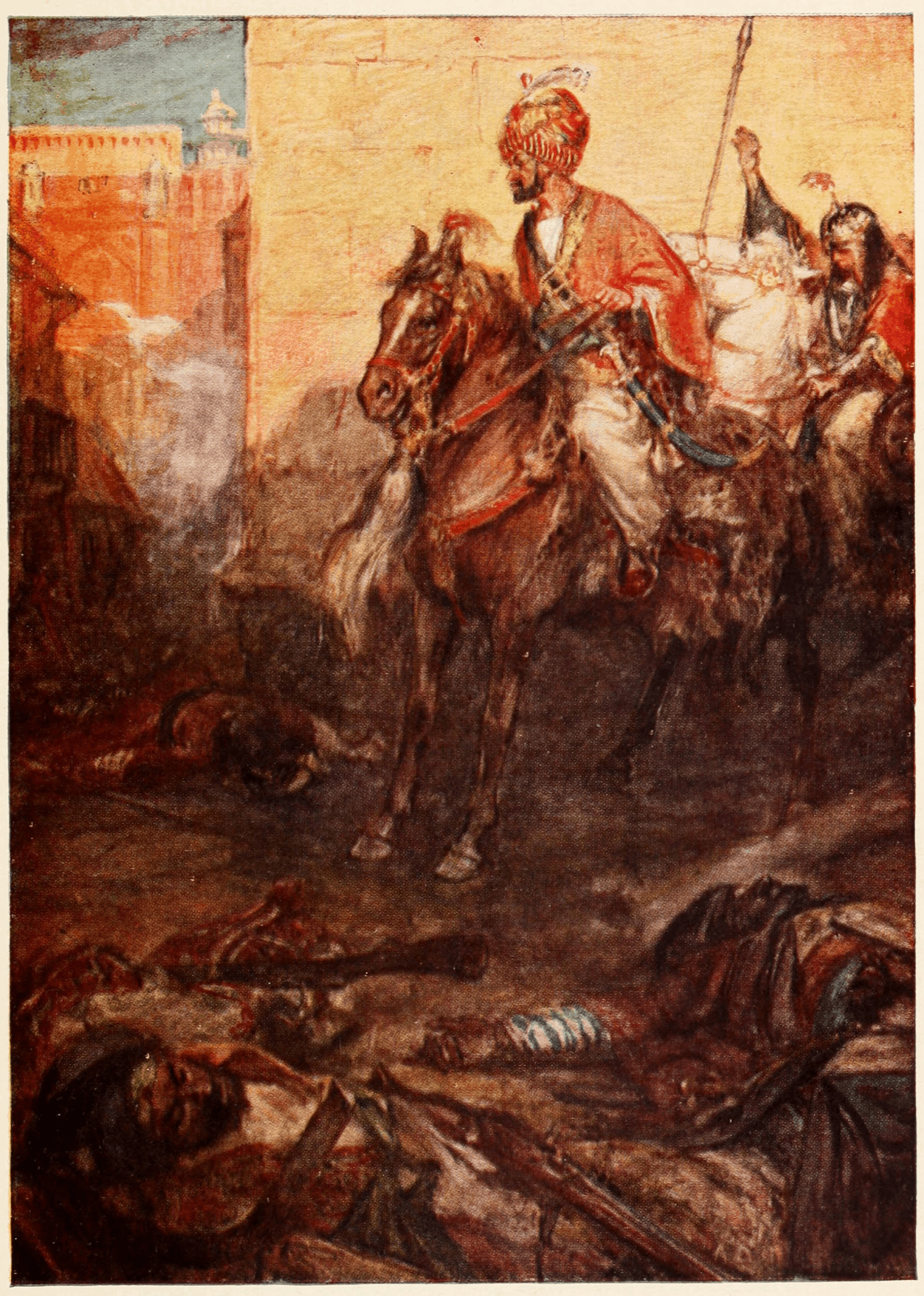
Nadir Shah osserva le teste dei soldati uccisi dal popolo di delhi

L'occupazione persiana portò ad un aumento dei prezzi in città. L'amministratore locale tentò di fissare questi prezzi ad un livello basso e le truppe persiano vennero inviate al mercato di Paharganj come richiesto da Delhi. Ad ogni modo, i mercanti locali si rifiutarono di accettare i prezzi ribassato e questo portò allo scoppio di alcune violenze e diversi persiani finirono uccisi.
Quando si diffuse la falsa notizia che Nadir stesso era stato assassinato da una guardia travestita da donna al Forte Rosso, gli indiani attaccarono ed uccisero altri persiani durante le rivolte scoppiate nella notte del 21 marzo. Nadir, furioso per queste uccisioni, diede ordine ai suoi soldati di eseguire il famoso qatl-e-aam (qatl = uccisione, aam = pubblica) a Delhi.
La mattina del 22 marzo, lo scià cavalcò in piena armatura militare e prese sede Sunehri Masjid di Roshan-ud-dowla presso la Kotwali Chabutra al centro del Chandni Chowk. A questo punto, con l'accompagnamento del rullo dei tamburi e del suono delle trombe, estrasse la propria spada e tra la folla festante compì una cavalcata: era in realtà quello il segnale per l'inizio della carneficina. L'esercito persiano occupante, in contemporanea, estrasse le proprie spade e le proprie armi e si scagliò contro i cittadini indifesi della città. I soldati ebbero licenza di fare ciò che più preferivano, compreso saccheggiare le abitazioni dei residenti.
Aree di Delhi come Chandni Chowk e Dariba Kalan, Fatehpuri, Faiz Bazar, Hauz Kazi, Johri Bazar ed i cancelli Lahori, Ajmeri e Kabuli, tutte con una densa popolazione indù e musulmana, vennero presto ricoperte di cadaveri. I musulmani, come del resto gli indù ed sikh, preferirono in molti casi uccidere personalmente le loro mogli ed i loro figli piuttosto che farli uccidere dai persiani.
Secondo Tazkira:
Le forze di Muhammad Shah implorarono pietà. Questi eventi orrorifici vennero ricordati dalle cronache contemporanee come ad esempio il Tarikh-e-Hindi di Rustam Ali, il Bayan-e-Waqai di Abdul Karim e la Tazkira di Anand Ram Mukhlis.
Dopo diverse ore di preghiere, Nadir Shah diede il segnale di fermare la carneficina e ripose la propria spada nel fodero come segnale di pace.

### Le perdite
È stato stimato che durante le sei ore di massacri, nel solo 22 marzo 1739, qualcosa come 20 000 abitanti su 30 000 tra uomini, donne e bambini residenti a Delhi vennero uccisi dalle truppe persiane. L'esatto numero delle vittime è ad oggi incerto dal momento che dopo il massacro, i corpi delle vittime vennero bruciati in massa su pire comuni e cremati senza sepolture singole.

### Il saccheggio

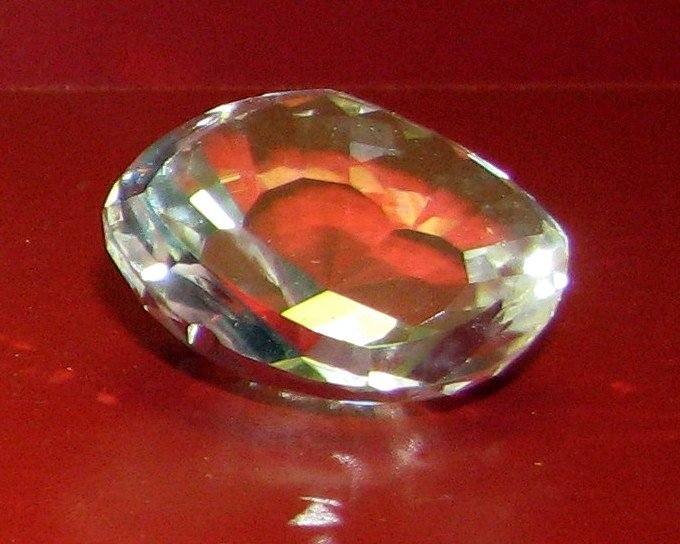
Replica del diamante Koh-i-Noor preso da Nadir Shah assieme ad altre gemme come trofeo di guerra

La città venne saccheggiata per diversi giorni. Un'enorme multa di 20 000 000 di rupie venne imposta al popolo di Delhi. Muhammad Shah dovette cedere le chiavi del tesoro reale, perdendo così anche il Trono di pavone, in favore di Nader Shah, che poi lo utilizzò come simbolo del potere imperiale persiano. Tra il tesoro saccheggiato dai persiani, Nadir ottenne anche i famosi diamanti Koh-i-Noor e Darya-ye Noor ("Montagna di luce" e "Luce del mare" rispettivamente); attualmente essi sono parte dei tesori della corona britannica e di quella iraniana, rispettivamente. Le truppe persiane lasciarono Delhi all'inizio di maggio del 1739.

### Conseguenze

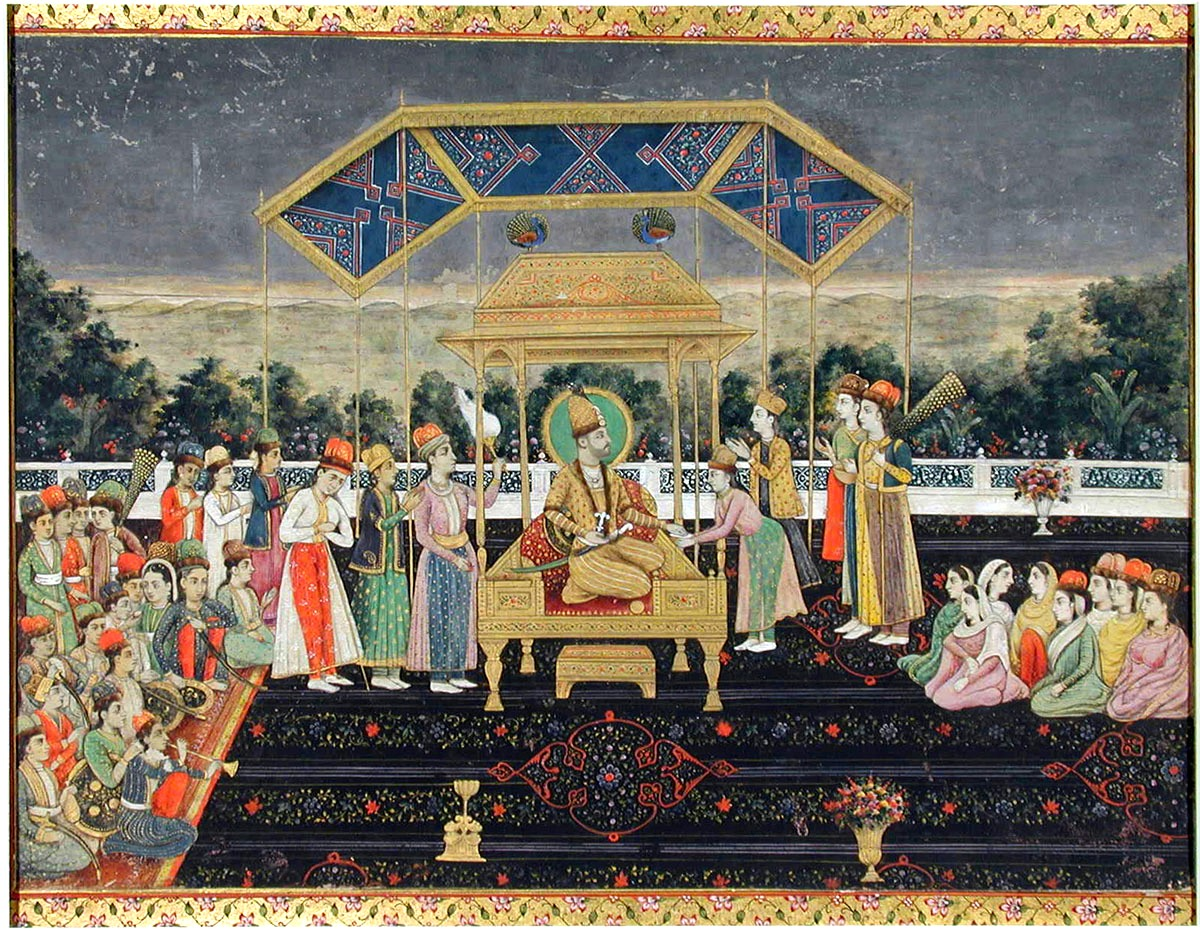
Nadir Shah siede sul Trono di pavone dopo la sua vittoria alla Battaglia di Karnal.

Il tesoro saccheggiato a Delhi era così ingente che Nadir riuscì a bloccare la riscossione della tassazione in Persia per un periodo di tre anni. La vittoria di Nadir Shah contro l'Impero Mughal in oriente avrebbe consentito ora di portarlo ad occuparsi degli ottomani ad ovest. Il sultano ottomano Mahmud I iniziò la guerra ottomano-persiana (1743–1746), nella quale Muhammad Shah cooperò da vicino con gli ottomani sino alla sua morte nel 1748.
La campagna indiana di Nadir allertò anche la Compagnia britannica delle Indie orientali che, per quanto lontana dai luoghi di questi accadimenti, capì che l'impero Moghul si trovava in crisi e che era quindi possibile approfittare di questo vuoto di potere.

## La conquista dell'Asia centrale

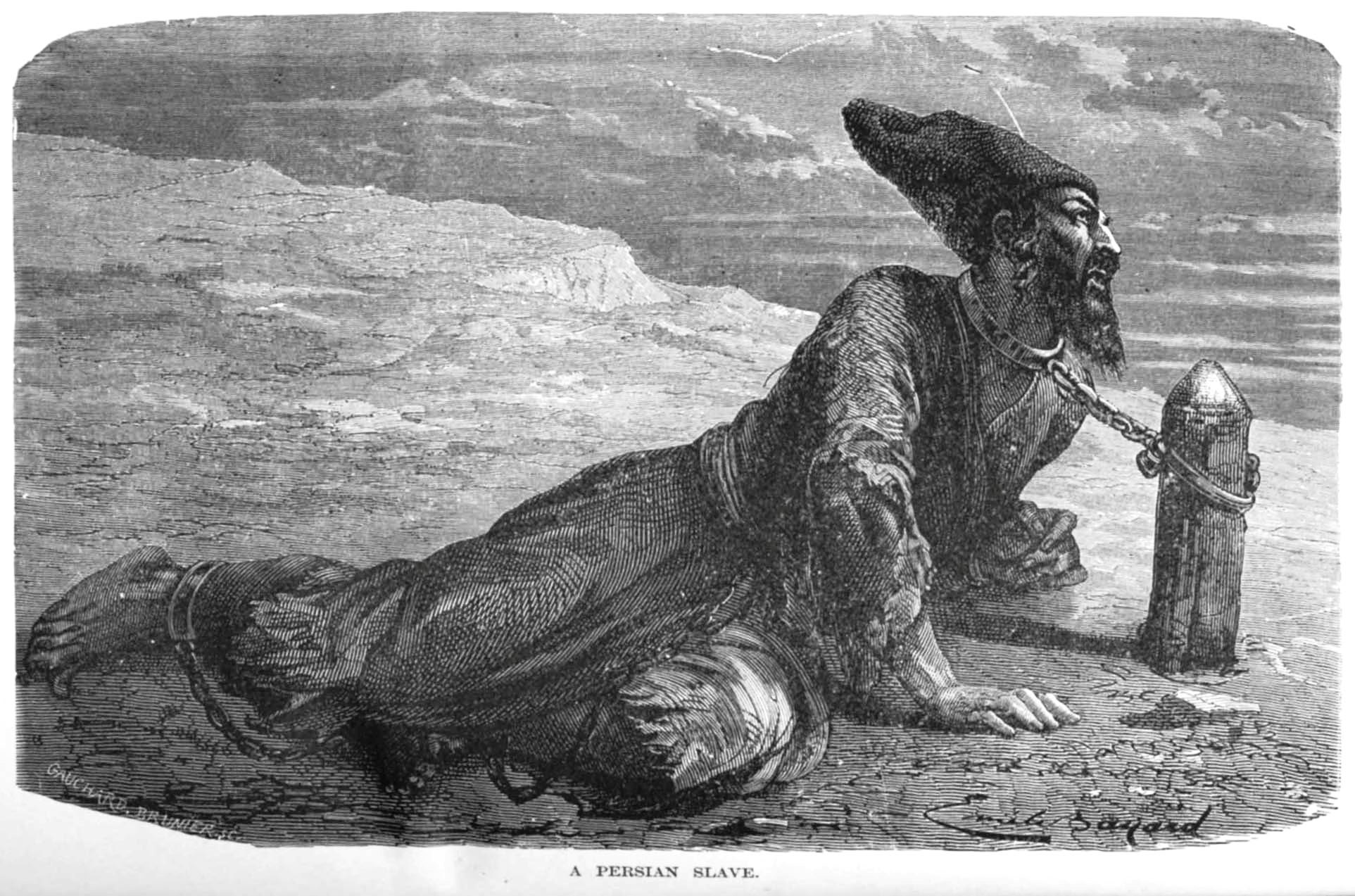
Uno schiavo persiano prigioniero nell'Asia centrale. I khanati oltre i confini dell'Impero persiano condussero dei raids regolari contro città e villaggi dell'area.

Nella metà del XVIII secolo l'Impero persiano di Nadir Shah si imbarcò nell'operazione di conquista ed annessione de khanati di Bukhara e Khiva. Le prime battaglie vennero combattute alla fine degli anni trenta del Settecento dal figlio di Nadir Shah, il viceré Reza Qoli Mirza che totalizzò una serie di vittorie notevoli nel teatro di guerra mentre Nadir era impegnato ad invadere l'India più a sud. L'invasione di Reza Qoli di Khiva irritò Ilbares Khan, capo dei Khiva. Quando Ilbares tentò di muovere un contrattacco ai persiani, Nadir ordinò la cessazione delle ostilità malgrado i successi di suo figlio e ritornò personalmente vittorioso da Delhi per imbarcarsi in questa campagna militare. Dopo l'annessione di Khiva giustiziò Ilbares e lo rimpiazzò con Abu ol-Fayz Khan, che Nadir considerava più accondiscendente al suo dominio. il conflitto fu ancora una volta vinto dai persiani che trionfarono sui khanati dell'Asia centrale così come nell'India settentrionale e l'impero di Nadir giunse a superare i confini del dominio in epoca antica, durante le dinastie sassanide e achemenide.

## La conquista del Daghestan
Il conflitto tra l'impero persiano ed il popolo Daghestan venne combattuto a tratti dalla metà degli anni trenta del Settecento durante la prima campagna di Nadir nel Caucaso e sino ai suoi ultimi anni di regno ed il suo assassinio nel 1747. Il terreno particolarmente difficile nella regione del Caucaso settentrionale rese il compito di soggiogare il popolo Daghestan particolarmente complesso. Malgrado questo Nadir Shah ottenne il controllo di numerose fortezze del popolo Daghestan e riuscì a sconfiggerli. Il popolo Daghestan continuò comunque a minacciare i domini persiani. Il conflitto venne combattuto per molti anni ma le battaglie più dure si svolsero in breve tempo, spesso quando Nadir in persona non era presente, e perlopiù furono incursioni e schermaglie. La maggioranza delle perdite da parte persiana si ebbero per lo scoppio di pestilenze. All'ultimo, il popolo Daghestan marciò a sud essendo venuto a conoscenza dell'assassinio di Nadir e reclamò i territori persi all'Impero persiano che era ormai a pezzi dopo la morte del suo leader.

## L'invasione del Golfo Persico

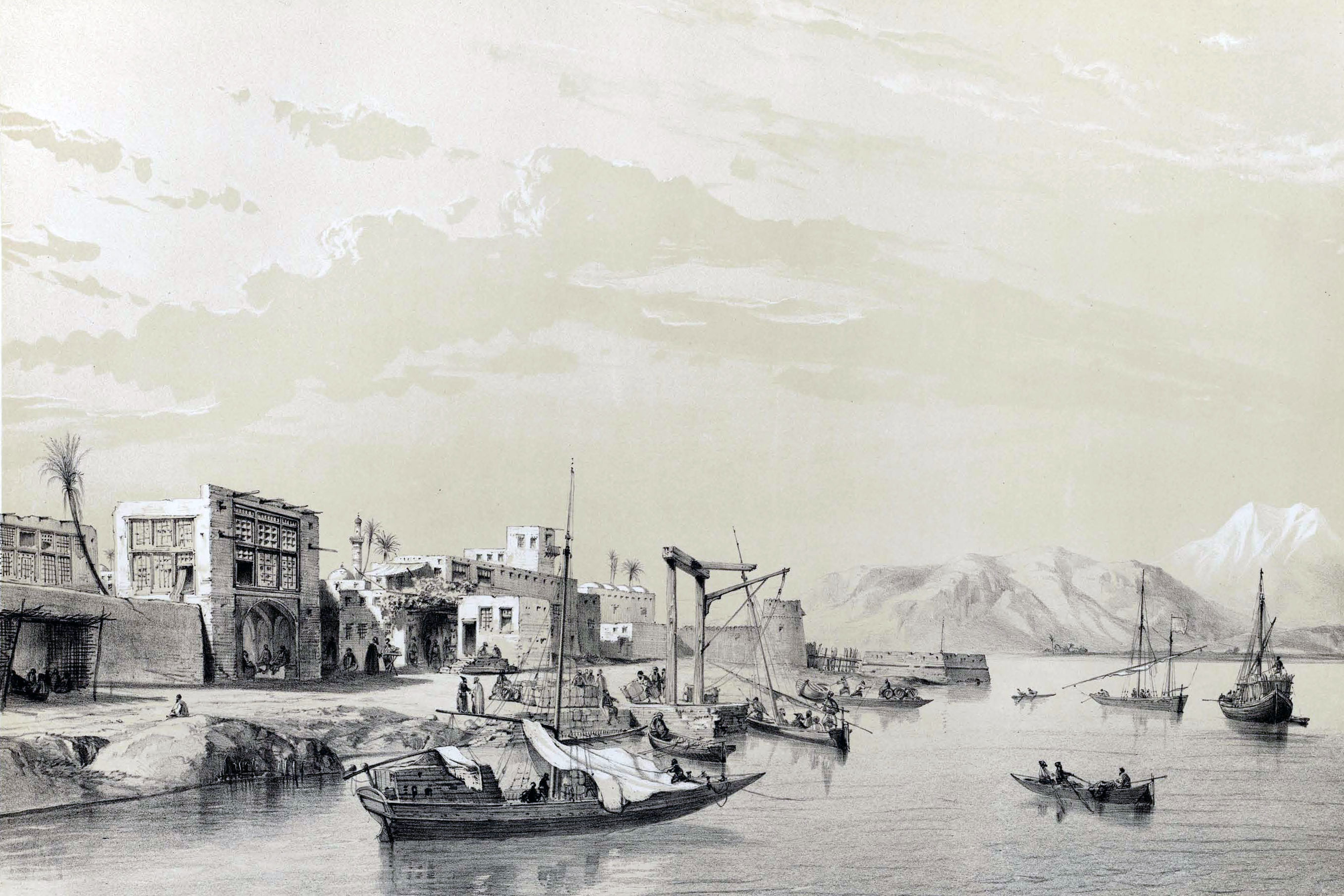
Bandar-e-Bushehr, storicamente uno dei porti persiani più importanti nel Golfo Persico

La conquista afsharide del Golfo Persico fu una delle avventure di conquista dell'Impero persiano sotto la guida di Nadir Shah per tentare di estendere l'egemonia persiana appunto sul golfo e nelle aree circostanti. Le numerose campagne vennero inizialmente portate avanti con successo e raggiunsero molti degli obbiettivi prefissati, ma una ribellione da parte del Darya Salar (ammiraglio), Mohammad Taqi Khan, indebolì il controllo locale dei persiani e, malgrado la cattura di Mohammad Taqi Khan da parte dei persiani, il periodo di tumulti proseguì segnando indelebilmente uno dei periodi di maggiori azioni brutali sotto il governo di Nadir, fatto che portò nel giro di poco tempo al suo assassinio, rendendo vane le conquiste realizzate nella regione.

## Seconda guerra ottomana

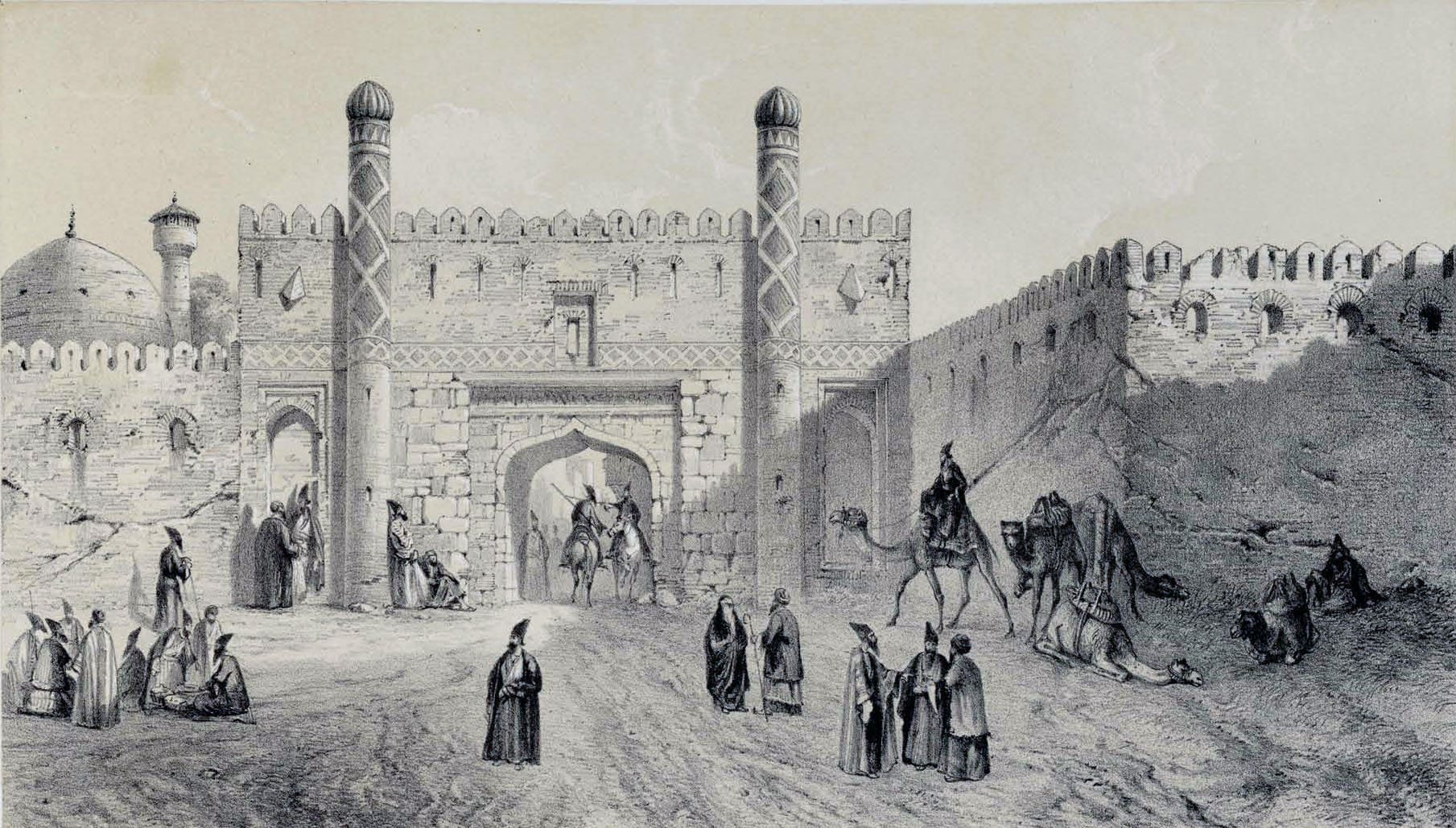
I cancelli della città di Tabriz; Tabriz era il centro politico e militare dell'Impero persiano nel Caucaso meridionale

Nadir Shah tentò di rettificare il Trattato di Costantinopoli (1736), chiedendo che gli Ja'fari, una piccola rappresentanza degli sciiti, fossero accettati come branca dell'Islam.
Nel 1743, Nadir Shah dichiarò guerra all'Impero ottomano. Chiese la resa di Baghdad. I persiani avevano catturato Baghdad nel 1623 e Mosul nel 1624, ma gli ottomani avevano ripreso il controllo di Mosul nel 1625 e di Baghdad nel 1638. Il Trattato di Zuhab del 1639 tra Impero ottomano e Impero safavide aveva portato a 85 anni di pace tra le due potenze. Dopo la caduta della dinastia safavide, la Russia e l'Impero ottomano si erano accordate insieme per invadere e dividersi la regione caspica della Persia, ma con l'avvento di Nadir Shah, i russi ed i turchi vennero costretti a ritirarsi dalla regione. Nadir Shah riprese la guerra contro gli ottomani dal 1730 al 1736 ma questa si concluse con un nulla di fatto. Nadir Shah dichiarò quindi guerra all'Impero moghul e si dedicò all'invasione dell'India per rifondere le proprie casse e preparare una nuova guerra contro gli ottomani.

### La guerra

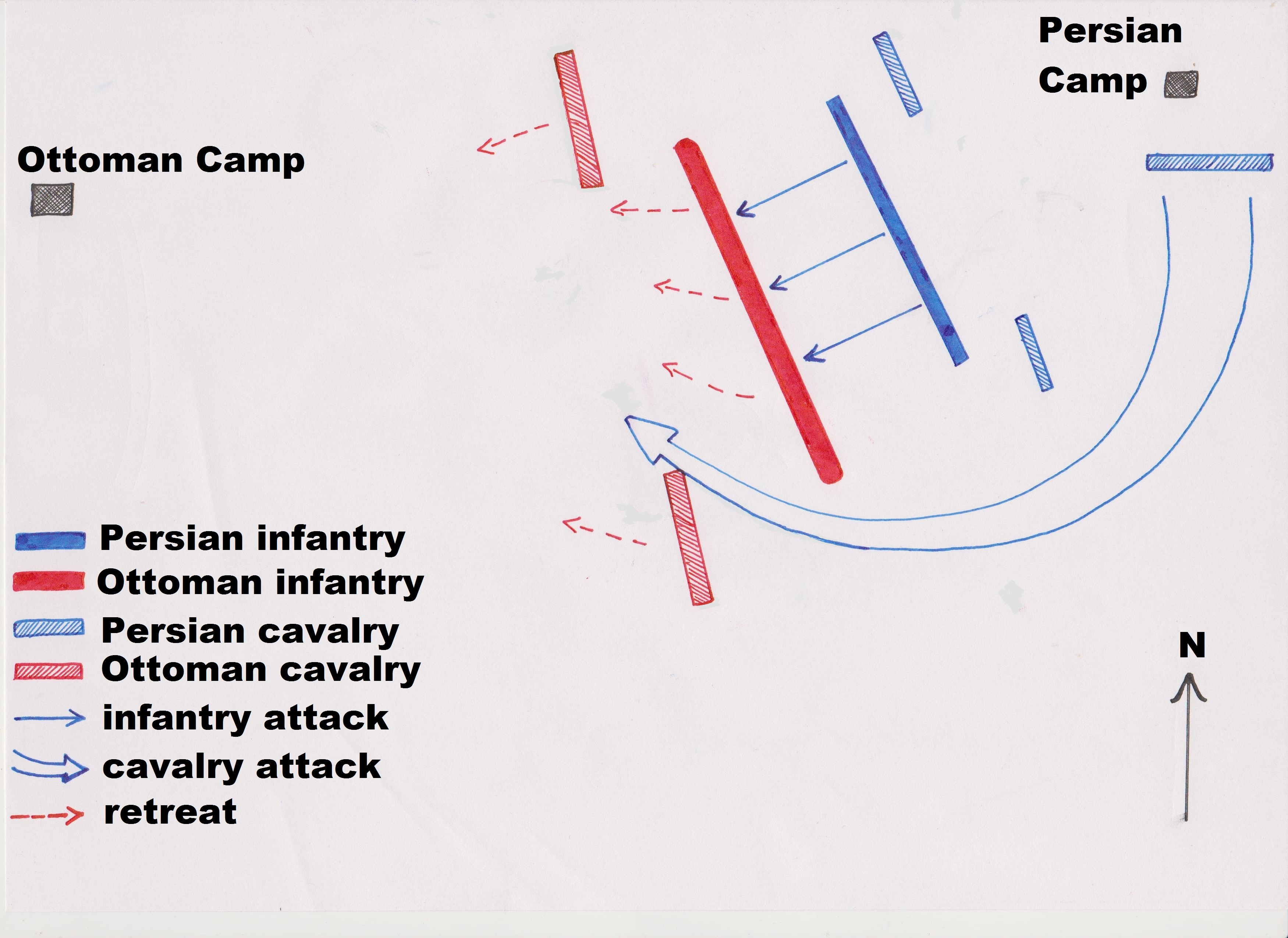
La Battaglia di Kars (1745) fu l'ultima battuta combattuta da Nadir nella sua spettacolare carriera militare

Nadir Shah sognava un impero che potesse andare dall'Indo al Bosforo. Per questo scopo aveva già preparato un formidabile esercito di 200 000 uomini che era composto da uomini in prevalenza dell'Asia centrale, ed aveva pianificato inoltre di marciare su Costantinopoli. Dopo aver saputo che gli ottomani stavano preparandosi ad una guerra santa contro la Persia, si rivolse verso est. Catturò in breve tempo Kirkuk, Arbil ed assediò Mosul il 14 settembre 1743. L'assedio durò 40 giorni. Il pascià di Mosul, Hajji Hossein Al Jalili, riuscì a difendere la città e Naidr Shah venne costretto a ritirarsi. L'offensiva venne bloccata da una serie di rivolte scoppiate in Persia (1743–44) per l'alta tassazione richiesta dallo scià per supportare i suoi sforzi bellici. Le ostilità si fecero sentire anche in Georgia dove il principe Givi Amilakhvari si alleò con le forze ottomane in un futile tentativo di minare l'influenza persiana nell'area contro i principi Teimuraz e Eraclio.
All'inizio del 1744 Nadir Shah riprese l'offensiva ed assediò Kars, ma tornò nel Daghestan per sopprimere una rivolta locale. Fece quindi ritorno a Kars e sconfisse l'esercito ottomano nella battaglia di Kars dell'agosto del 1745. Nel periodo immediatamente seguente Nadir Shah si fece irragionevolmente spietato ed iniziò a punire i suoi sudditi apparentemente senza motivo, fatto che portò allo scoppio di una rivolta all'inizio del 1745 e che proseguì sino al giugno del 1746, anno in cui fu raggiunta una pacificazione. I confini erano rimasti i medesimi e Baghdad era rimasta nelle mani degli ottomani. Nadir Shah riprese ancora il suo desiderio di veder riconosciuti i Ja'fari. La Sublime porta cedette infine a questa richiesta, ma prima che l'ambasciatore turco potesse giungere in Persia, Nadir era già stato assassinato dai suoi ufficiali.